# Lista monumentelor istorice din județul Vaslui

Simbol utilizat în România pentru monumentele istorice

Lista monumentelor istorice din județul Vaslui cuprinde monumentele istorice din județul Vaslui înscrise în Patrimoniul cultural național al României. Lista completă este menținută și actualizată periodic de către Ministerul Culturii, Cultelor și Patrimoniului Național din România, ultima versiune datând din 2015.

| Cod LMI                               | Denumire                                                                                    | Localitate                               | Localizare | Datare, Creatori                                                 | Imagine               | Erori             |
| ------------------------------------- | ------------------------------------------------------------------------------------------- | ---------------------------------------- | --- | ---------------------------------------------------------------- | --------------------- | ----------------- |
| VS-I-s-B-06656 (RAN: 161954.02)       | Cetatea de pământ de la Vaslui, punct „Dealul Paiului”                                      | municipiul Vaslui                        | Dealul Paiului, pct. „Cetățuia”, la 2,5 km SV de mun. Vaslui; tarla 109, parcela cadastrală 1643 | sec. XV, Epoca medievală                                         | Încarcă foto \| video | Raportează eroare |
| VS-I-s-A-06657 (RAN: 161954.01)       | Zona curților domnești din Vaslui                                                           | municipiul Vaslui                        | Str. Ghica Vodă, la S de biserica „Sf. Ioan” 46.63278°N 27.73142°E | sec. XV - XVI, Epoca medievală                                   | Alte imagini          | Raportează eroare |
| VS-I-s-B-06658 (RAN: 162942.02)       | Situl arheologic de la Armășeni                                                             | sat Armășeni; comuna Bunești-Averești    | Pe malul stâng al pârâului Crasna, la cca. 2 km S de sat și la 200 m N de moara Negruți; tarla 71, parcela cadastrală 1427                                                                                      |                                                                  | Încarcă foto \| video | Raportează eroare |
| VS-I-m-B-06658.01 (RAN: 162942.02.05) | Așezare                                                                                     | sat Armășeni; comuna Bunești-Averești    | Pe malul stâng al pârâului Crasna, la cca. 2 km S de sat și la 200 m N de moara Negruți; tarla 71, parcela cadastrală 1427                                                                                      | sec. X - XI, Epoca medieval timpurie                             | Încarcă foto \| video | Raportează eroare |
| VS-I-m-B-06658.02 (RAN: 162942.02.04) | Așezare                                                                                     | sat Armășeni; comuna Bunești-Averești    | Pe malul stâng al pârâului Crasna, la cca. 2 km S de sat și la 200 m N de moara Negruți; tarla 71, parcela cadastrală 1427                                                                                      | sec. VIII - IX, Epoca medieval timpurie                          | Încarcă foto \| video | Raportează eroare |
| VS-I-m-B-06658.03 (RAN: 162942.02.03) | Așezare                                                                                     | sat Armășeni; comuna Bunești-Averești    | Pe malul stâng al pârâului Crasna, la cca. 2 km S de sat și la 200 m N de moara Negruți; tarla 71, parcela cadastrală 1427                                                                                      | sec. VI - VII, Epoca migrațiilor                                 | Încarcă foto \| video | Raportează eroare |
| VS-I-m-B-06658.04 (RAN: 162942.02.02) | Așezare                                                                                     | sat Armășeni; comuna Bunești-Averești    | Pe malul stâng al pârâului Crasna, la cca. 2 km S de sat și la 200 m N de moara Negruți; tarla 71, parcela cadastrală 1427                                                                                      | sec. III - IV p. Chr.                                            | Încarcă foto \| video | Raportează eroare |
| VS-I-m-B-06658.05 (RAN: 162942.02.01) | Așezare                                                                                     | sat Armășeni; comuna Bunești-Averești    | Pe malul stâng al pârâului Crasna, la cca. 2 km S de sat și la 200 m N de moara Negruți; tarla 71, parcela cadastrală 1427                                                                                      | Epoca bronzului târziu, cultura Noua                             | Încarcă foto \| video | Raportează eroare |
| VS-I-s-A-06659 (RAN: 162158.01)       | Cetățuia de la Arsura, punct „Mogoșești”                                                    | sat Arsura; comuna Arsura                | „Cetățuia Mogoșești”, 1 km N de sat; tarla 10 | sec. IV - III a. Chr., Latène, Cultura geto-dacică               | Încarcă foto \| video | Raportează eroare |
| VS-I-s-B-06660 (RAN: 162158.02)       | Situl arheologic de la Arsura, punct „Cetățuia Mogoșești”                                   | sat Arsura; comuna Arsura                | La marginea de NE a satului și la E de pct. „Cetățuia Mogoșești”; tarla 9 |                                                                  | Încarcă foto \| video | Raportează eroare |
| VS-I-m-B-06660.01 (RAN: 162158.02.04) | Așezare                                                                                     | sat Arsura; comuna Arsura                | La marginea de NE a satului și la E de pct.„Cetățuia Mogoșești”; tarla 9 | sec. X - XI, Epoca medieval timpurie                             | Încarcă foto \| video | Raportează eroare |
| VS-I-m-B-06660.02 (RAN: 162158.02.05) | Necropolă                                                                                   | sat Arsura; comuna Arsura                | La marginea de NE a satului și la E de pct.„Cetățuia Mogoșești”; tarla 9 | sec. X - XI, Epoca medieval timpurie                             | Încarcă foto \| video | Raportează eroare |
| VS-I-m-B-06660.03 (RAN: 162158.02.03) | Așezare                                                                                     | sat Arsura; comuna Arsura                | La marginea de NE a satului și la E de pct.„Cetățuia Mogoșești”; tarla 9 | sec. VIII - IX, Epoca medieval timpurie                          | Încarcă foto \| video | Raportează eroare |
| VS-I-m-B-06660.04 (RAN: 162158.02.02) | Așezare                                                                                     | sat Arsura; comuna Arsura                | La marginea de NE a satului și la E de pct."Cetățuia Mogoșești; tarla 9 | sec. VI - VII, Epoca migrațiilor                                 | Încarcă foto \| video | Raportează eroare |
| VS-I-m-B-06660.05 (RAN: 162158.02.01) | Așezare                                                                                     | sat Arsura; comuna Arsura                | La marginea de NE a satului și la E de pct.„Cetățuia Mogoșești”; tarla 9 | sec. IV p. Chr., Epoca romană târzie                             | Încarcă foto \| video | Raportează eroare |
| VS-I-s-B-06661 (RAN: 163805.01)       | Situl arheologic de la Bârlălești, punct „Stanția”                                          | sat Bârlălești; comuna Epureni           | „Stanția” („La Arie”), tarla 43, parcela cadastrală 999 |                                                                  | Încarcă foto \| video | Raportează eroare |
| VS-I-m-B-06661.01 (RAN: 163805.01.05) | Așezare                                                                                     | sat Bârlălești; comuna Epureni           | „Stanția” („La Arie”), tarla 43, parcela cadastrală 999 | sec. X - XI, Epoca medieval timpurie                             | Încarcă foto \| video | Raportează eroare |
| VS-I-m-B-06661.02 (RAN: 163805.01.04) | Așezare                                                                                     | sat Bârlălești; comuna Epureni           | „Stanția” („La Arie”), tarla 43, parcela cadastrală 999 | sec. VII - IX, Epoca migrațiilor                                 | Încarcă foto \| video | Raportează eroare |
| VS-I-m-B-06661.03 (RAN: 163805.01.03) | Așezare                                                                                     | sat Bârlălești; comuna Epureni           | „Stanția” („La Arie”), tarla 43, parcela cadastrală 999 | sec. V - VI, Epoca migrațiilor                                   | Încarcă foto \| video | Raportează eroare |
| VS-I-m-B-06661.04 (RAN: 163805.01.02) | Așezare                                                                                     | sat Bârlălești; comuna Epureni           | „Stanția” („La Arie”), tarla 43, parcela cadastrală 999 | sec. IV p. Chr., Epoca romană târzie                             | Încarcă foto \| video | Raportează eroare |
| VS-I-m-B-06661.05 (RAN: 163805.01.01) | Așezare                                                                                     | sat Bârlălești; comuna Epureni           | „Stanția” („La Arie”), tarla 43, parcela cadastrală 999 | Eneolitic târziu, cultura Stoicani-Aldeni                        | Încarcă foto \| video | Raportează eroare |
| VS-I-s-B-06662 (RAN: 163805.02)       | Situl arheologic de la Bârlălești, punct „Sturza”                                           | sat Bârlălești; comuna Epureni           | „Sturza”, pe platoul și panta de NV a dealului Ciomaga, la cca. 1 km S de sat; tarlaua 38, parcela cadastrală 1137                                                                                              |                                                                  | Încarcă foto \| video | Raportează eroare |
| VS-I-m-B-06662.01 (RAN: 163805.02.07) | Așezare                                                                                     | sat Bârlălești; comuna Epureni           | „Sturza”, pe platoul și panta de NV a dealului Ciomaga, la cca. 1 km S de sat; tarlaua 38, parcela cadastrală 1137                                                                                              | sec. XII - XIII, Epoca medievală                                 | Încarcă foto \| video | Raportează eroare |
| VS-I-m-B-06662.02 (RAN: 163805.02.06) | Așezare                                                                                     | sat Bârlălești; comuna Epureni           | „Sturza”, pe platoul și panta de NV a dealului Ciomaga, la cca. 1 km S de sat; tarlaua 38, parcela cadastrală 1137                                                                                              | sec. X - XI, Epoca medievală timpurie                            | Încarcă foto \| video | Raportează eroare |
| VS-I-m-B-06662.03 (RAN: 163805.02.05) | Așezare                                                                                     | sat Bârlălești; comuna Epureni           | „Sturza”, pe platoul și panta de NV a dealului Ciomaga, la cca. 1 km S de sat; tarlaua 38, parcela cadastrală 1137                                                                                              | sec. VI - VII, Epoca medievală timpurie                          | Încarcă foto \| video | Raportează eroare |
| VS-I-m-B-06662.04 (RAN: 163805.02.04) | Așezare                                                                                     | sat Bârlălești; comuna Epureni           | „Sturza”, pe platoul și panta de NV a dealului Ciomaga, la cca. 1 km S de sat; tarlaua 38, parcela cadastrală 1137                                                                                              | Latène                                                           | Încarcă foto \| video | Raportează eroare |
| VS-I-m-B-06662.05 (RAN: 163805.02.03) | Așezare                                                                                     | sat Bârlălești; comuna Epureni           | „Sturza”, pe platoul și panta de NV a dealului Ciomaga, la cca. 1 km S de sat; tarlaua 38, parcela cadastrală 1137                                                                                              | Hallstatt                                                        | Încarcă foto \| video | Raportează eroare |
| VS-I-m-B-06662.06 (RAN: 163805.02.02) | Așezare                                                                                     | sat Bârlălești; comuna Epureni           | „Sturza”, pe platoul și panta de NV a dealului Ciomaga, la cca. 1 km S de sat; tarlaua 38, parcela cadastrală 1137                                                                                              | Epoca bronzului, cultura Noua                                    | Încarcă foto \| video | Raportează eroare |
| VS-I-m-B-06662.07 (RAN: 163805.02.01) | Așezare fortificată                                                                         | sat Bârlălești; comuna Epureni           | „Sturza”, pe platoul și panta de NV a dealului Ciomaga, la cca. 1 km S de sat; tarlaua 38, parcela cadastrală 1137                                                                                              | Eneolitic, Cultura Cucuteni AII, AIII, B                         | Încarcă foto \| video | Raportează eroare |
| VS-I-s-A-06663 (RAN: 162951.01)       | Cetate                                                                                      | sat Bunești; comuna Bunești-Averești     | „Dealul Bobului (Bob)”, la 1 km E de sat, tarla 15, parcela cadastrală 452 | sec. IV - III a. Chr., Latène, Cultura geto-dacică               | Încarcă foto \| video | Raportează eroare |
| VS-I-s-B-06664                        | Cetate                                                                                      | sat Corni-Albești; comuna Albești        | La cca. 6 km E de sat și la 300 m S-SV de locul fostului schit Vladnic (în pădure); tarla 13, parcela cadastrală 249                                                                                            | sec. IV - III a. Chr., Latène                                    | Încarcă foto \| video | Raportează eroare |
| VS-I-s-B-06665 (RAN: 163217.01)       | Cetate                                                                                      | sat Crețești; comuna Crețești            | „Dealul Cetății”, 2 km NE de sat și 500 m S de drumul forestier (pădure); tarla 55, parcela cadastrală 1150 | sec. IV - III a. Chr., Latène, cultura geto-dacică               | Încarcă foto \| video | Raportează eroare |
| VS-I-s-B-06666 (RAN: 163262.01)       | Așezare                                                                                     | sat Dănești; comuna Dănești              | „La Islaz” la 500 m S de sat (pășune); tarla 42, parcela cadastrală 621 | sec. IX - XV, Epoca medievală                                    | Încarcă foto \| video | Raportează eroare |
| VS-I-s-B-06667 (RAN: 166725.01)       | Situl arheologic de la Dodești, punct „La Șipot”                                            | sat Dodești; comuna Dodești              | „La Șipot” și „Călugăreasca”, între vatra satului Dodești și vatra cartierului Tămășeni (în mijlocul actualei localități – teren sport); tarla 55                                                               |                                                                  | Încarcă foto \| video | Raportează eroare |
| VS-I-m-B-06667.01 (RAN: 166725.01.08) | Necropolă                                                                                   | sat Dodești; comuna Dodești              | „La Șipot” și „Călugăreasca”, între vatra satului Dodești și vatra cartierului Tămășeni (în mijlocul actualei localități – teren sport); tarla 55                                                               | sec. XVII - XVIII, Epoca medievală                               | Încarcă foto \| video | Raportează eroare |
| VS-I-m-B-06667.02 (RAN: 166725.01.07) | Așezare                                                                                     | sat Dodești; comuna Dodești              | „La Șipot” și „Călugăreasca”, între vatra satului Dodești și vatra cartierului Tămășeni (în mijlocul actualei localități – teren sport); tarla 55                                                               | sec. VIII - XI, Epoca medieval timpurie                          | Încarcă foto \| video | Raportează eroare |
| VS-I-m-B-06667.03 (RAN: 166725.01.05) | Așezare                                                                                     | sat Dodești; comuna Dodești              | „La Șipot” și „Călugăreasca”, între vatra satului Dodești și vatra cartierului Tămășeni (în mijlocul actualei localități – teren sport); tarla 55                                                               | sec. V - VII, Epoca migrațiilor                                  | Încarcă foto \| video | Raportează eroare |
| VS-I-m-B-06667.04 (RAN: 166725.01.04) | Așezare                                                                                     | sat Dodești; comuna Dodești              | „La Șipot” și „Călugăreasca”, între vatra satului Dodești și vatra cartierului Tămășeni (în mijlocul actualei localități – teren sport); tarla 55                                                               | sec. IV p. Chr., Epoca romană târzie                             | Încarcă foto \| video | Raportează eroare |
| VS-I-m-B-06667.05 (RAN: 166725.01.03) | Așezare                                                                                     | sat Dodești; comuna Dodești              | „La Șipot” și „Călugăreasca”, între vatra satului Dodești și vatra cartierului Tămășeni (în mijlocul actualei localități – teren sport); tarla 55                                                               | sec. II - III p. Chr., Epoca romană                              | Încarcă foto \| video | Raportează eroare |
| VS-I-m-B-06667.06 (RAN: 166725.01.02) | Așezare                                                                                     | sat Dodești; comuna Dodești              | „La Șipot” și „Călugăreasca”, între vatra satului Dodești și vatra cartierului Tămășeni (în mijlocul actualei localități – teren sport); tarla 55                                                               | Hallstatt                                                        | Încarcă foto \| video | Raportează eroare |
| VS-I-m-B-06667.07 (RAN: 166725.01.01) | Așezare                                                                                     | sat Dodești; comuna Dodești              | „La Șipot” și „Călugăreasca”, între vatra satului Dodești și vatra cartierului Tămășeni (în mijlocul actualei localități – teren sport); tarla 55                                                               | Epoca bronzului, cultura Noua                                    | Încarcă foto \| video | Raportează eroare |
| VS-I-m-B-06667.08 (RAN: 166725.01.06) | Așezare                                                                                     | sat Dodești; comuna Dodești              | „La Șipot” și „Călugăreasca”, între vatra satului Dodești și vatra cartierului Tămășeni (în mijlocul actualei localități – teren sport); tarla 55                                                               | Eneolitic, cultura Stoicani-Aldeni                               | Încarcă foto \| video | Raportează eroare |
| VS-I-s-B-06668 (RAN: 166440.01)       | Situl arheologic de la Drăgești, punct „Sub Siliște”                                        | sat Drăgești; comuna Todirești           | „Sub Siliște”, la 500 m SSV de sat; tarla 27 |                                                                  | Încarcă foto \| video | Raportează eroare |
| VS-I-m-B-06668.01 (RAN: 166440.01.05) | Așezare                                                                                     | sat Drăgești; comuna Todirești           | „Sub Siliște”, la 500 m SSV de sat; tarla 27 | sec. X - XVII, Epoca medievală                                   | Încarcă foto \| video | Raportează eroare |
| VS-I-m-B-06668.02 (RAN: 166440.01.04) | Așezare                                                                                     | sat Drăgești; comuna Todirești           | „Sub Siliște”, la 500 m SSV de sat; tarla 27 | sec. V - IX, Epoca migrațiilor                                   | Încarcă foto \| video | Raportează eroare |
| VS-I-m-B-06668.03 (RAN: 166440.01.03) | Așezare                                                                                     | sat Drăgești; comuna Todirești           | „Sub Siliște”, la 500 m SSV de sat; tarla 27 | sec. II - IV p. Chr., Epoca romană                               | Încarcă foto \| video | Raportează eroare |
| VS-I-m-B-06668.04 (RAN: 166440.01.02) | Așezare                                                                                     | sat Drăgești; comuna Todirești           | „Sub Siliște”, la 500 m SSV de sat; tarla 27 | Latène, Cultura geto-dacică                                      | Încarcă foto \| video | Raportează eroare |
| VS-I-m-B-06668.05 (RAN: 166440.01.01) | Așezare                                                                                     | sat Drăgești; comuna Todirești           | „Sub Siliște”, la 500 m SSV de sat; tarla 27 | Epoca bronzului târziu, cultura Noua                             | Încarcă foto \| video | Raportează eroare |
| VS-I-s-B-06669 (RAN: 163743.01)       | Așezare                                                                                     | sat Dumești; comuna Dumești              | „Între pâraie”, la 1 km NE de sat; tarla 31 | Eneolitic, cultura Cucuteni                                      | Încarcă foto \| video | Raportează eroare |
| VS-I-s-B-06670 (RAN: 163743.02)       | Așezare întărită                                                                            | sat Dumești; comuna Dumești              | „La Șanțuri”, în padure la aproximativ 5 km SE de sat; tarla 85 | sec. IV - III a. Chr., Latène, Cultura geto-dacică               | Încarcă foto \| video | Raportează eroare |
| VS-I-s-A-06671 (RAN: 166155.01)       | Cetate                                                                                      | sat Fedești; comuna Șuletea              | „Cetățuia”, la 1,5 km SV de sat; tarla 37, parcela cadastrală 511 | sec. IV - III a. Chr., Latène, Cultura geto-dacică               | Încarcă foto \| video | Raportează eroare |
| VS-I-s-B-20219 (RAN: 166155.01)       | Castru                                                                                      | sat Fedești; comuna Șuletea              | „Cetățuia” | sec. II p. Chr., Epoca romană                                    | Încarcă foto \| video | Raportează eroare |
| VS-I-s-B-06672 (RAN: 162201.01)       | Situl arheologic de la Gara Banca, punct „Șapte case”, azi Sălcioara                        | sat Gara Banca; comuna Banca             | „Șapte Case”, la 800 m V de sat, pe malul stâng al râului Bârlad; tarla 69, parcela cadastrală 1714, 1715 |                                                                  | Încarcă foto \| video | Raportează eroare |
| VS-I-m-B-06672.01 (RAN: 162201.01.02) | Așezare                                                                                     | sat Gara Banca; comuna Banca             | „Șapte Case”, la 800 m V de sat, pe malul stâng al râului Bârlad; tarla 69, parcela cadastrală 1714, 1715 | sec. IX - X, Epoca medieval timpurie                             | Încarcă foto \| video | Raportează eroare |
| VS-I-m-B-06672.02 (RAN: 162201.01.01) | Așezare                                                                                     | sat Gara Banca; comuna Banca             | „Șapte Case”, la 800 m V de sat, pe malul stâng al râului Bârlad; tarla 69, parcela cadastrală 1714,1715 | sec. IV p. Chr., Epoca migrațiilor                               | Încarcă foto \| video | Raportează eroare |
| VS-I-s-B-06673 (RAN: 164071.01)       | Situl arheologic de la Gârceni, punct „Coada Plopilor”                                      | sat Gârceni; comuna Gârceni              | „Coada Plopilor”, la marginea de SE a satului; tarla 39, parcela cadastrală 862 |                                                                  | Încarcă foto \| video | Raportează eroare |
| VS-I-m-B-06673.01 (RAN: 164071.01.04) | Așezare                                                                                     | sat Gârceni; comuna Gârceni              | „Coada Plopilor”, la marginea de SE a satului; tarla 39, parcela cadastrală 862 | sec. III - IV p. Chr., Epoca romană                              | Încarcă foto \| video | Raportează eroare |
| VS-I-m-B-06673.02 (RAN: 164071.01.03) | Așezare                                                                                     | sat Gârceni; comuna Gârceni              | „Coada Plopilor”, la marginea de SE a satului; tarla 39, parcela cadastrală 862 | Hallstatt                                                        | Încarcă foto \| video | Raportează eroare |
| VS-I-m-B-06673.03 (RAN: 164071.01.02) | Așezare                                                                                     | sat Gârceni; comuna Gârceni              | „Coada Plopilor”, la marginea de SE a satului; tarla 39, parcela cadastrală 862 | Epoca bronzului, cultura Monteoru                                | Încarcă foto \| video | Raportează eroare |
| VS-I-m-B-06673.04 (RAN: 164071.01.01) | Așezare                                                                                     | sat Gârceni; comuna Gârceni              | „Coada Plopilor”, la marginea de SE a satului; tarla 39, parcela cadastrală 862 | Eneolitic, cultura Cucuteni A și A-B                             | Încarcă foto \| video | Raportează eroare |
| VS-I-s-B-06674 (RAN: 163921.01)       | Situl arheologic de la Giurcani                                                             | sat Giurcani; comuna Găgești             | La 2 km S de sat, pe o distanță de cca. 9 km, între râul Elan și șosea, spre orașul Murgeni (teren arabil); tarla 54, parcela cadastrală 1128 (comuna Găgești); tarla 6, parcela cadastrală 36 (orașul Murgeni) |                                                                  | Încarcă foto \| video | Raportează eroare |
| VS-I-m-B-06674.01 (RAN: 163921.01.02) | Necropolă                                                                                   | sat Giurcani; comuna Găgești             | La 2 km S de sat, pe o distanță de cca. 9 km, între râul Elan și șosea, spre orașul Murgeni (teren arabil); tarla 54, parcela cadastrlă 1128 (comuna Găgești); tarla 6, parcela cadastrală 36 (orașul Murgeni)  | sec. II - IV p. Chr., Epoca romană                               | Încarcă foto \| video | Raportează eroare |
| VS-I-m-B-06674.02 (RAN: 163921.01.01) | Necropolă                                                                                   | sat Giurcani; comuna Găgești             | La 2 km S de sat, pe o distanță de cca. 9 km, între râul Elan și șosea, spre orașul Murgeni (teren arabil); tarla 54, parcela cadastrală 1128 (comuna Găgești); tarla 6, parcela cadastrală 36 (orașul Murgeni) | Epoca bronzului                                                  | Încarcă foto \| video | Raportează eroare |
| VS-I-s-B-06675 (RAN: 165853.01)       | Situl arheologic de la Gura Idrici, punct „La Coșere”                                       | sat Gura Idrici; comuna Roșiești         | „La Coșere”, la marginea de NE a satului (teren arabil), pe ambele maluri ale pârâului Idrici; tarla 88, 87 |                                                                  | Încarcă foto \| video | Raportează eroare |
| VS-I-m-B-06675.01 (RAN: 165853.01.05) | Așezare                                                                                     | sat Gura Idrici; comuna Roșiești         | „La Coșere”, la marginea de NE a satului (teren arabil), pe ambele maluri ale pârâului Idrici; tarla 88, 87 | sec. II - III p. Chr., Epoca romană                              | Încarcă foto \| video | Raportează eroare |
| VS-I-m-B-06675.02 (RAN: 165853.01.04) | Așezare                                                                                     | sat Gura Idrici; comuna Roșiești         | „La Coșere”, la marginea de NE a satului (teren arabil), pe ambele maluri ale pârâului Idrici; tarla 88, 87 | Latène                                                           | Încarcă foto \| video | Raportează eroare |
| VS-I-m-B-06675.03 (RAN: 165853.01.03) | Așezare                                                                                     | sat Gura Idrici; comuna Roșiești         | „La Coșere”, la marginea de NE a satului (teren arabil), pe ambele maluri ale pârâului Idrici; tarla 88, 87 | Hallstatt                                                        | Încarcă foto \| video | Raportează eroare |
| VS-I-m-B-06675.04 (RAN: 165853.01.01) | Așezare                                                                                     | sat Gura Idrici; comuna Roșiești         | „La Coșere”, la marginea de NE a satului (teren arabil), pe ambele maluri ale pârâului Idrici; tarla 88, 87 | Eneolitic, aspect cultural Stoicani-Aldeni                       | Încarcă foto \| video | Raportează eroare |
| VS-I-m-B-06675.05 (RAN: 165853.01.02) | Așezare                                                                                     | sat Gura Idrici; comuna Roșiești         | „La Coșere”, la marginea de NE a satului (teren arabil), pe ambele maluri ale pârâului Idrici; tarla 88, 87 | Eneolitic, cultura Cucuteni A                                    | Încarcă foto \| video | Raportează eroare |
| VS-I-s-B-06676 (RAN: 163823.01)       | Situl arheologic de la Horga                                                                | sat Horga; comuna Epureni                | La marginea de S a satului, în dreapta podului CFR, pe terasa interfluvială; tarlaua 12, parcela cadastrală 376                                                                                                 |                                                                  | Încarcă foto \| video | Raportează eroare |
| VS-I-m-B-06676.01 (RAN: 163823.01.04) | Așezare                                                                                     | sat Horga; comuna Epureni                | La marginea de S a satului, în dreapta podului CFR, pe terasa interfluvială; tarlaua 12, parcela cadastrală 376                                                                                                 | sec. VII - VIII, Epoca medieval timpurie                         | Încarcă foto \| video | Raportează eroare |
| VS-I-m-B-06676.02 (RAN: 163823.01.03) | Așezare                                                                                     | sat Horga; comuna Epureni                | La marginea de S a satului, în dreapta podului CFR, pe terasa interfluvială; tarlaua 12, parcela cadastrală 376                                                                                                 | sec. IV p. Chr., Epoca romană târzie                             | Încarcă foto \| video | Raportează eroare |
| VS-I-m-B-06676.03 (RAN: 163823.01.02) | Așezare                                                                                     | sat Horga; comuna Epureni                | La marginea de S a satului, în dreapta podului CFR, pe terasa interfluvială; tarlaua 12, parcela cadastrală 376                                                                                                 | Latène, Cultura geto-dacică                                      | Încarcă foto \| video | Raportează eroare |
| VS-I-m-B-06676.04 (RAN: 163823.01.01) | Așezare                                                                                     | sat Horga; comuna Epureni                | La marginea de S a satului, în dreapta podului CFR, pe terasa interfluvială; tarlaua 12, parcela cadastrală 376                                                                                                 | Epoca bronzului târziu, cultura Noua                             | Încarcă foto \| video | Raportează eroare |
| VS-I-s-B-06677 (RAN: 161838.01)       | Așezare                                                                                     | municipiul Huși                          | „Corni”, „Turbata”, la marginea de N a municipiului (teren arabil); tarla 8 | sec. IV - III a. Chr., Latène                                    | Încarcă foto \| video | Raportează eroare |
| VS-I-s-B-06678 (RAN: 162103.01)       | Situl arheologic de la Ibănești                                                             | sat Ibănești; comuna Ibănești            | La 2 km V de sat (teren arabil); tarla 102, parcela cadastrală 2647 |                                                                  | Încarcă foto \| video | Raportează eroare |
| VS-I-m-B-06678.01 (RAN: 162103.01.06) | Așezare                                                                                     | sat Ibănești; comuna Ibănești            | La 2 km V de sat (teren arabil); tarla 102, parcela cadastrală 2647 | sec. XVI - XVIII, Epoca medievală                                | Încarcă foto \| video | Raportează eroare |
| VS-I-m-B-06678.02 (RAN: 162103.01.05) | Așezare                                                                                     | sat Ibănești; comuna Ibănești            | La 2 km V de sat (teren arabil); tarla 102, parcela cadastrală 2647 | sec. XII - XIII, Epoca medieval timpurie                         | Încarcă foto \| video | Raportează eroare |
| VS-I-m-B-06678.03 (RAN: 162103.01.04) | Așezare                                                                                     | sat Ibănești; comuna Ibănești            | La 2 km V de sat (teren arabil); tarla 102, parcela cadastrală 2647 | sec. VIII - XI, Epoca medieval timpurie                          | Încarcă foto \| video | Raportează eroare |
| VS-I-m-B-06678.04 (RAN: 162103.01.03) | Așezare                                                                                     | sat Ibănești; comuna Ibănești            | La 2 km V de sat (teren arabil); tarla 102, parcela cadastrală 2647 | sec. V - VII, Epoca migrațiilor                                  | Încarcă foto \| video | Raportează eroare |
| VS-I-m-B-06678.05 (RAN: 162103.01.02) | Așezare                                                                                     | sat Ibănești; comuna Ibănești            | La 2 km V de sat (teren arabil); tarla 102, parcela cadastrală 2647 | sec. IV p. Chr., Epoca romană târzie                             | Încarcă foto \| video | Raportează eroare |
| VS-I-m-B-06678.06 (RAN: 162103.01.01) | Așezare                                                                                     | sat Ibănești; comuna Ibănești            | La 2 km V de sat (teren arabil); tarla 102, parcela cadastrală 2647 | Latène, Cultura geto-dacică                                      | Încarcă foto \| video | Raportează eroare |
| VS-I-s-B-06679 (RAN: 164400.01)       | Situl arheologic de la Ivănești                                                             | sat Ivănești; comuna Ivănești            | La 1 km N de sat; tarla 25 |                                                                  | Încarcă foto \| video | Raportează eroare |
| VS-I-m-B-06679.01 (RAN: 164400.01.05) | Așezare                                                                                     | sat Ivănești; comuna Ivănești            | La 1 km N de sat, tarla 25 | sec. XVII - XVIII, Epoca medievală                               | Încarcă foto \| video | Raportează eroare |
| VS-I-m-B-06679.02 (RAN: 164400.01.04) | Așezare                                                                                     | sat Ivănești; comuna Ivănești            | La 1 km N de sat, tarla 25 | sec. X - XII, Epoca medieval timpurie                            | Încarcă foto \| video | Raportează eroare |
| VS-I-m-B-06679.03 (RAN: 164400.01.03) | Așezare                                                                                     | sat Ivănești; comuna Ivănești            | La 1 km N de sat, tarla 25 | sec. II - III p. Chr., Epoca romană                              | Încarcă foto \| video | Raportează eroare |
| VS-I-m-B-06679.04 (RAN: 164400.01.02) | Așezare                                                                                     | sat Ivănești; comuna Ivănești            | La 1 km N de sat; tarla 25 | Latène, Cultura geto-dacică                                      | Încarcă foto \| video | Raportează eroare |
| VS-I-m-B-06679.05 (RAN: 164400.01.01) | Așezare                                                                                     | sat Ivănești; comuna Ivănești            | La 1 km N de sat, tarla 25 | Hallstatt                                                        | Încarcă foto \| video | Raportează eroare |
| VS-I-s-B-06680 (RAN: 164838.01)       | Situl arheologic de la Mălușteni, punct „Cetățuia”                                          | sat Mălușteni; comuna Mălușteni          | „Cetățuia”, la marginea de NV a satului, pe o poziție dominantă (pășune); tarla 19, parcela cadastrală 978-979                                                                                                  |                                                                  | Încarcă foto \| video | Raportează eroare |
| VS-I-m-B-06680.01 (RAN: 164838.01.01) | Așezare                                                                                     | sat Mălușteni; comuna Mălușteni          | „Cetățuia”, la marginea de NV a satului, pe o poziție dominantă (pășune); tarla 19, parcela cadastrală 978-979                                                                                                  | Latène, Cultura geto-dacică                                      | Încarcă foto \| video | Raportează eroare |
| VS-I-m-B-06680.02 (RAN: 164838.01.02) | Așezare                                                                                     | sat Mălușteni; comuna Mălușteni          | „Cetățuia”, la marginea de NV a satului, pe o poziție dominantă (pășune); tarla 19, parcela cadastrală 978-979                                                                                                  | Epoca bronzului                                                  | Încarcă foto \| video | Raportează eroare |
| VS-I-s-B-06681 (RAN: 164838.02)       | Situl arheologic de la Mălușteni, punct „Leaua”                                             | sat Mălușteni; comuna Mălușteni          | „Leaua”, la 700 m E de sat; tarla 22, parcela cadastrală 1224 |                                                                  | Încarcă foto \| video | Raportează eroare |
| VS-I-m-B-06681.01 (RAN: 164838.02.08) | Așezare                                                                                     | sat Mălușteni; comuna Mălușteni          | „Leaua”, la 700 m E de sat, tarla 22, parcela cadastrală 1224 | sec. XI - XII, Epoca medieval timpurie                           | Încarcă foto \| video | Raportează eroare |
| VS-I-m-B-06681.02 (RAN: 164838.02.07) | Așezare                                                                                     | sat Mălușteni; comuna Mălușteni          | „Leaua”, la 700 m E de sat, tarla 22, parcela cadastrală 1224 | sec. V - VI                                                      | Încarcă foto \| video | Raportează eroare |
| VS-I-m-B-06681.03 (RAN: 164838.02.06) | Așezare                                                                                     | sat Mălușteni; comuna Mălușteni          | „Leaua”, la 700 m E de sat, tarla 22, parcela cadastrală 1224 | sec. IV p. Chr.                                                  | Încarcă foto \| video | Raportează eroare |
| VS-I-m-B-06681.04 (RAN: 164838.02.05) | Așezare                                                                                     | sat Mălușteni; comuna Mălușteni          | „Leaua”, la 700 m E de sat, tarla 22, parcela cadastrală 1224 | Latène, Cultura geto-dacică                                      | Încarcă foto \| video | Raportează eroare |
| VS-I-m-B-06681.05 (RAN: 164838.02.04) | Așezare                                                                                     | sat Mălușteni; comuna Mălușteni          | „Leaua”, la 700 m E de sat, tarla 22, parcela cadastrală 1224 | Hallstatt                                                        | Încarcă foto \| video | Raportează eroare |
| VS-I-m-B-06681.06 (RAN: 164838.02.03) | Așezare                                                                                     | sat Mălușteni; comuna Mălușteni          | „Leaua”, la 700 m E de sat, tarla 22, parcela cadastrală 1224 | Epoca bronzului                                                  | Încarcă foto \| video | Raportează eroare |
| VS-I-m-B-06681.07 (RAN: 164838.02.09) | Așezare                                                                                     | sat Mălușteni; comuna Mălușteni          | „Leaua”, la 700 m E de sat, tarla 22, parcela cadastrală 1224 | Eneolitic, cultura Cucuteni                                      | Încarcă foto \| video | Raportează eroare |
| VS-I-m-B-06681.08 (RAN: 164838.02.02) | Așezare                                                                                     | sat Mălușteni; comuna Mălușteni          | „Leaua”, la 700 m E de sat, tarla 22, parcela cadastrală 1224 | Neolitic, cultura Starcevo-Criș                                  | Încarcă foto \| video | Raportează eroare |
| VS-I-m-B-06681.09 (RAN: 164838.02.01) | Așezare                                                                                     | sat Mălușteni; comuna Mălușteni          | „Leaua”, la 700 m E de sat, tarla 22, parcela cadastrală 1224 | Paleolitic                                                       | Încarcă foto \| video | Raportează eroare |
| VS-I-s-B-06682 (RAN: 164990.01)       | Situl arheologic de la Murgeni                                                              | oraș Murgeni                             | La 700 m E de sat; tarla 39, parcela cadastrală 622 |                                                                  | Încarcă foto \| video | Raportează eroare |
| VS-I-m-B-06682.01 (RAN: 164990.01.09) | Așezare                                                                                     | oraș Murgeni                             | La 700 m E de sat; tarla 39, parcela cadastrală 622 | sec. XVII - XVIII, Epoca medievală                               | Încarcă foto \| video | Raportează eroare |
| VS-I-m-B-06682.02 (RAN: 164990.01.08) | Așezare                                                                                     | oraș Murgeni                             | La 700 m E de sat; tarla 39, parcela cadastrală 622 | sec. XV - XVI, Epoca medievală                                   | Încarcă foto \| video | Raportează eroare |
| VS-I-m-B-06682.03 (RAN: 164990.01.07) | Așezare                                                                                     | oraș Murgeni                             | La 700 m E de sat; tarla 39, parcela cadastrală 622 | sec. XII - XIV, Epoca medievală                                  | Încarcă foto \| video | Raportează eroare |
| VS-I-m-B-06682.04 (RAN: 164990.01.06) | Așezare                                                                                     | oraș Murgeni                             | La 700 m E de sat; tarla 39, parcela cadastrală 622 | sec. X - XI, Epoca medieval timpurie                             | Încarcă foto \| video | Raportează eroare |
| VS-I-m-B-06682.05 (RAN: 164990.01.05) | Așezare                                                                                     | oraș Murgeni                             | La 700 m E de sat, tarla 39, parcela cadastrală 622 | sec. VIII - IX, Epoca medieval timpurie                          | Încarcă foto \| video | Raportează eroare |
| VS-I-m-B-06682.06 (RAN: 164990.01.04) | Așezare                                                                                     | oraș Murgeni                             | La 700 m E de sat, tarla 39, parcela cadastrală 622 | sec. V - VII, Epoca migrațiilor                                  | Încarcă foto \| video | Raportează eroare |
| VS-I-m-B-06682.07 (RAN: 164990.01.03) | Așezare                                                                                     | oraș Murgeni                             | La 700 m E de sat, tarla 39, parcela cadastrală 622 | sec. II - III p. Chr., Epoca romană                              | Încarcă foto \| video | Raportează eroare |
| VS-I-m-B-06682.08 (RAN: 164990.01.02) | Așezare                                                                                     | oraș Murgeni                             | La 700 m E de sat, tarla 39, parcela cadastrală 622 | Latène, Cultura geto-dacică                                      | Încarcă foto \| video | Raportează eroare |
| VS-I-m-B-06682.09 (RAN: 164990.01.01) | Așezare                                                                                     | oraș Murgeni                             | La 700 m E de sat; tarla 39, parcela cadastrală 622 | Paleolitic                                                       | Încarcă foto \| video | Raportează eroare |
| VS-I-s-B-06683 (RAN: 165283.01)       | Situl arheologic de la Perieni, punct „Râpa Râșcanilor”                                     | sat Perieni; comuna Perieni              | „Râpa Râșcanilor (Roșcanilor)”, lamarginea de NV a satului, tarla 22, parcela cadastrală 430 |                                                                  | Încarcă foto \| video | Raportează eroare |
| VS-I-m-B-06683.01 (RAN: 165283.01.04) | Așezare                                                                                     | sat Perieni; comuna Perieni              | „Râpa Râșcanilor (Roșcanilor)”, la marginea de NV a satului; tarla 22, parcela cadastrală 430 | sec. III - IV p. Chr., Epoca romană                              | Încarcă foto \| video | Raportează eroare |
| VS-I-m-B-06683.02 (RAN: 165283.01.03) | Așezare                                                                                     | sat Perieni; comuna Perieni              | „Râpa Râșcanilor (Roșcanilor)”, lamarginea de NV a satului; tarla 22, parcela cadastrală 430 | Latène, Cultura geto-dacică                                      | Încarcă foto \| video | Raportează eroare |
| VS-I-m-B-06683.03 (RAN: 165283.01.02) | Așezare                                                                                     | sat Perieni; comuna Perieni              | „Râpa Râșcanilor (Roșcanilor)”, lamarginea de NV a satului; tarla 22, parcela cadastrală 430 | Hallstatt                                                        | Încarcă foto \| video | Raportează eroare |
| VS-I-m-B-06683.04 (RAN: 165283.01.05) | Așezare                                                                                     | sat Perieni; comuna Perieni              | „Râpa Râșcanilor (Roșcanilor)”, lamarginea de NV a satului; tarla 22, parcela cadastrală 430 | Neolitic târziu, cultura ceramicii liniare                       | Încarcă foto \| video | Raportează eroare |
| VS-I-m-B-06683.05 (RAN: 165283.01.01) | Așezare                                                                                     | sat Perieni; comuna Perieni              | „Râpa Râșcanilor (Roșcanilor)”, lamarginea de NV a satului, tarla 22, parcela cadastrală 430 | Neolitic timpuriu, Cultura Starcevo - Criș                       | Încarcă foto \| video | Raportează eroare |
| VS-I-s-B-06684 (RAN: 165327.01)       | Situl arheologic de la Podu Pietriș, punct „Dealul Balaurului”                              | sat Podu Petriș; comuna Ciocani          | „Dealul Balaurului”, la 300 m E de sat; tarla 106, parcela cadastrală 1865 |                                                                  | Încarcă foto \| video | Raportează eroare |
| VS-I-m-B-06684.01 (RAN: 165327.01.01) | Necropolă                                                                                   | sat Podu Petriș; comuna Ciocani          | „Dealul Balaurului”, la 300 m E de sat; tarla 106, parcela cadastrală 1865 | sec. IV p. Chr.                                                  | Încarcă foto \| video | Raportează eroare |
| VS-I-m-B-06684.02 (RAN: 165327.01.02) | Așezare                                                                                     | sat Podu Petriș; comuna Ciocani          | „Dealul Balaurului”, la 300 m E de sat; tarla 106, parcela cadastrală 1865 | Epoca bronzului                                                  | Încarcă foto \| video | Raportează eroare |
| VS-I-s-A-06685 (RAN: 165345.01)       | Situl arheologic de la Poienești, punct „Dealul Teiului”                                    | sat Poienești; comuna Poienești          | „Dealul Teiului”, la marginea de V a satului, pct. „Magura”; tarla 16, parcela cadastrală 359 |                                                                  | Încarcă foto \| video | Raportează eroare |
| VS-I-m-A-06685.01 (RAN: 165345.01.06) | Necropolă                                                                                   | sat Poienești; comuna Poienești          | „Dealul Teiului”, la marginea de V a satului, pct. „Magura”; tarla 16, parcela cadastrală 359 | sec. XIV - XVI, Epoca medievală                                  | Încarcă foto \| video | Raportează eroare |
| VS-I-m-A-06685.02 (RAN: 165345.01.07) | Așezare                                                                                     | sat Poienești; comuna Poienești          | „Dealul Teiului”, la marginea de V a satului, pct. „Magura”; tarla 16, parcela cadastrală 359 | mijl. sec. III p. Chr., Epoca daco-romană                        | Încarcă foto \| video | Raportează eroare |
| VS-I-m-A-06685.03 (RAN: 165345.01.09) | Așezare                                                                                     | sat Poienești; comuna Poienești          | „Dealul Teiului”, la marginea de V a satului, pct. „Magura”; tarla 16, parcela cadastrală 359 | sec. III p. Chr., Epoca daco-romană, cultura Poienești-Vârteșcoi | Încarcă foto \| video | Raportează eroare |
| VS-I-m-A-06685.04 (RAN: 165345.01.04) | Necropolă                                                                                   | sat Poienești; comuna Poienești          | „Dealul Teiului”, la marginea de V a satului, pct. „Magura”; tarla 16, parcela cadastrală 359 | sec. II - I a. Chr., Latène târziu, cultura Poienești-Lukasevka  | Încarcă foto \| video | Raportează eroare |
| VS-I-m-A-06685.05 (RAN: 165345.01.03) | Așezare                                                                                     | sat Poienești; comuna Poienești          | „Dealul Teiului”, la marginea de V a satului, pct. „Magura”; tarla 16, parcela cadastrală 359 | sec. IV - III a. Chr., Latène, Cultura geto-dacică               | Încarcă foto \| video | Raportează eroare |
| VS-I-m-A-06685.06 (RAN: 165345.01.02) | Așezare                                                                                     | sat Poienești; comuna Poienești          | „Dealul Teiului”, la marginea de V a satului, pct. „Magura”; tarla 16, parcela cadastrală 359 | Epoca bronzului, cultura Noua                                    | Încarcă foto \| video | Raportează eroare |
| VS-I-m-A-06685.07 (RAN: 165345.01.01) | Așezare                                                                                     | sat Poienești; comuna Poienești          | „Dealul Teiului”, la marginea de V a satului, pct. „Magura”; tarla 16, parcela cadastrală 359 | Neolitic, cultura Cucuteni, faza A III                           | Încarcă foto \| video | Raportează eroare |
| VS-I-s-B-06686 (RAN: 165773.01)       | Situl arheologic de la Rateșu Cuzei, punct „La Chiuă”                                       | sat Rateșu Cuzei; comuna Rebricea        | „La Chiuă” la cca. 800 m E de sat, pe pantele de E și S ale botului de deal, tarla 69, parcela cadastrală 785                                                                                                   |                                                                  | Încarcă foto \| video | Raportează eroare |
| VS-I-m-B-06686.01 (RAN: 165773.01.07) | Așezare                                                                                     | sat Rateșu Cuzei; comuna Rebricea        | „La Chiuă” la cca. 800 m E de sat, pe pantele de E și S ale botului de deal; tarla 69 | sec. VIII - XI, Epoca medieval timpurie                          | Încarcă foto \| video | Raportează eroare |
| VS-I-m-B-06686.02 (RAN: 165773.01.06) | Așezare                                                                                     | sat Rateșu Cuzei; comuna Rebricea        | „La Chiuă” la cca. 800 m E de sat, pe pantele de E și S ale botului de deal; tarla 69 | sec. VI - VIII, Epoca medieval timpurie                          | Încarcă foto \| video | Raportează eroare |
| VS-I-m-B-06686.03 (RAN: 165773.01.05) | Așezare                                                                                     | sat Rateșu Cuzei; comuna Rebricea        | „La Chiuă” la cca. 800 m E de sat, pe pantele de E și S ale botului de deal; tarla 69 | sec. V - VI, Epoca migrațiilor                                   | Încarcă foto \| video | Raportează eroare |
| VS-I-m-B-06686.04 (RAN: 165773.01.04) | Așezare                                                                                     | sat Rateșu Cuzei; comuna Rebricea        | „La Chiuă” la cca. 800 m E de sat, pe pantele de E și S ale botului de deal, tarla 69 | sec. IV p. Chr., Epoca romană târzie                             | Încarcă foto \| video | Raportează eroare |
| VS-I-m-B-06686.05 (RAN: 165773.01.03) | Așezare                                                                                     | sat Rateșu Cuzei; comuna Rebricea        | „La Chiuă” la cca. 800 m E de sat, pe pantele de E și S ale botului de deal; tarla 69 | Latène                                                           | Încarcă foto \| video | Raportează eroare |
| VS-I-m-B-06686.06 (RAN: 165773.01.02) | Așezare                                                                                     | sat Rateșu Cuzei; comuna Rebricea        | „La Chiuă” la cca. 800 m E de sat, pe pantele de E și S ale botului de deal; tarla 69 | Hallstatt                                                        | Încarcă foto \| video | Raportează eroare |
| VS-I-m-B-06686.07 (RAN: 165773.01.01) | Așezare                                                                                     | sat Rateșu Cuzei; comuna Rebricea        | „La Chiuă” la cca. 800 m E de sat, pe pantele de E și S ale botului de deal; tarla 69 | Epoca bronzului târziu, cultura Noua                             | Încarcă foto \| video | Raportează eroare |
| VS-I-m-B-06686.08 (RAN: 165773.01.10) | Așezare                                                                                     | sat Rateșu Cuzei; comuna Rebricea        | „La Chiuă” la cca. 800 m E de sat, pe pantele de E și S ale botului de deal; tarla 69 | Neolitic, cultura Cucuteni, faza A                               | Încarcă foto \| video | Raportează eroare |
| VS-I-m-B-06686.09 (RAN: 165773.01.09) | Așezare                                                                                     | sat Rateșu Cuzei; comuna Rebricea        | „La Chiuă” la cca. 800 m E de sat, pe pantele de E și S ale botului de deal, tarla 69 | Neolitic, cultura Precucuteni                                    | Încarcă foto \| video | Raportează eroare |
| VS-I-m-B-06686.10 (RAN: 165773.01.08) | Așezare                                                                                     | sat Rateșu Cuzei; comuna Rebricea        | „La Chiuă” la cca. 800 m E de sat, pe pantele de E și S ale botului de deal; tarla 69 | Neolitic timpuriu, cultura Starcevo-Criș                         | Încarcă foto \| video | Raportează eroare |
| VS-I-s-B-06687 (RAN: 163663.01)       | Tumul                                                                                       | sat Râșești; comuna Drânceni             | „Movila Râbâia” la 40 m N de sat; tarla 69, parcela cadastrală 1145, 1146, 1147 | sec. IV a. Chr., Latène                                          | Încarcă foto \| video | Raportează eroare |
| VS-I-s-B-06688                        | Ruinele bisericii „Sf. Nicolae”                                                             | sat Schitu; comuna Bogdănița             | În centrul satului, în cimitir | 1845-1847                                                        | Încarcă foto \| video | Raportează eroare |
| VS-I-s-A-06689 (RAN: 161801.02)       | Situl arheologic de la Simila, punct „Baraj”                                                | sat Simila; comuna Zorleni               | La cca. 3 km SV de sat, pe Valea Seacă, pe ambele maluri, pct. „La Baraj” (la 2,5 km NNV de municipiul Bârlad); tarla 27, parcela cadastrală 402; tarla 21, parcela cadastrală 401                              |                                                                  | Încarcă foto \| video | Raportează eroare |
| VS-I-m-A-06689.01 (RAN: 167213.02.03) | Așezare                                                                                     | sat Simila; comuna Zorleni               | La cca. 3 km SV de sat, pe Valea Seacă, pe ambele maluri, pct. „La Baraj” (la 2,5 km NNV de municipiul Bârlad); tarla 27, parcela cadastrală 402; tarla 21, parcela cadastrală 401                              | sec. X - XI, Epoca medieval timpurie                             | Încarcă foto \| video | Raportează eroare |
| VS-I-m-A-06689.02 (RAN: 167213.02.01) | Așezare                                                                                     | sat Simila; comuna Zorleni               | La cca. 3 km SV de sat, pe Valea Seacă, pe ambele maluri, pct. „La Baraj” (la 2,5 km NNV de municipiul Bârlad); tarla 27, parcela cadastrală 402; tarla 21, parcela cadastrală 401                              | sec. IV - V, Epoca migrațiilor, cultura Sântana de Mureș         | Încarcă foto \| video | Raportează eroare |
| VS-I-m-A-06689.03 (RAN: 167213.02.02) | Necropolă                                                                                   | sat Simila; comuna Zorleni               | La cca. 3 km SV de sat, pe Valea Seacă, pe ambele maluri, pct. „La Baraj” (la 2,5 km NNV de municipiul Bârlad); tarla 27, parcela cadastrală 402; tarla 21, parcela cadastrală 401                              | sec. IV - V, Epoca migrațiilor, cultura Sântana de Mureș         | Încarcă foto \| video | Raportează eroare |
| VS-I-s-B-20216 (RAN: 162363.01)       | Ruinele bisericii „Adormirea Maicii Domnului”                                               | sat Suseni; comuna Băcani                | În curtea fostului IAS | sec. XVII, Epoca medievală                                       | Încarcă foto \| video | Raportează eroare |
| VS-I-s-B-06690 (RAN: 165103.01)       | Cetatea                                                                                     | sat Târzii; comuna Oltenești             | „La Cetate” („Stana”), la marginea de SSE a satului (pădure); tarla 76 | sec. V - IV a. Chr., Latène                                      | Încarcă foto \| video | Raportează eroare |
| VS-I-s-A-06691 (RAN: 164188.01)       | Situl arheologic de la Trestiana                                                            | sat Trestiana; comuna Grivița            | Pct. „Trestiana”, la 500 m NV de sat (teren arabil); tarla 55, parcela cadastrală931 | Neolitic timpuriu, cultura Starcevo-Criș                         | Încarcă foto \| video | Raportează eroare |
| VS-II-m-B-06692                       | Palatul Justiției, azi Judecătoria Vaslui                                                   | municipiul Vaslui                        | Str. Badea Romeo, ing. 13 | 1891                                                             | Alte imagini          | Raportează eroare |
| VS-II-m-B-06693                       | Casa Sima, azi Casa Comis                                                                   | municipiul Vaslui                        | Str. Donici Alecu 4 | 1922                                                             | Încarcă foto \| video | Raportează eroare |
| VS-II-m-B-06695                       | Gimnaziul „Mihail Kogălniceanu”, azi Școala cu clasele I-VIII Nr. 3 „Constantin Parfene”    | municipiul Vaslui                        | Str. Kogălniceanu Mihail 20 | 1890-1893                                                        | Încarcă foto \| video | Raportează eroare |
| VS-II-a-B-06696                       | Ansamblu de arhitectură „Str. Mihail Kogălniceanu”                                          | municipiul Vaslui                        | Str. Kogălniceanu Mihail 20-24 | 1889-1911                                                        | Încarcă foto \| video | Raportează eroare |
| VS-II-m-B-06697                       | Casa Arbore, azi C.A.R. Pensionari „Solidaritatea” Vaslui                                   | municipiul Vaslui                        | Str. Kogălniceanu Mihail 22 | 1890                                                             | Încarcă foto \| video | Raportează eroare |
| VS-II-m-B-06698                       | Casa Negură, azi Direcția de Muncă și Protecție Socială Vaslui                              | municipiul Vaslui                        | Str. Kogălniceanu Mihail 24 | înc. sec. XX                                                     | Încarcă foto \| video | Raportează eroare |
| VS-II-m-B-06700                       | Casa Mogoș, azi locuință a Spitalului Județean de Urgență Vaslui                            | municipiul Vaslui                        | Str. Mureșanu Andrei 15 | 1925                                                             | Încarcă foto \| video | Raportează eroare |
| VS-II-m-B-06701                       | Casa Filipiuc, azi Casa Iordan                                                              | municipiul Vaslui                        | Str. Mureșanu Andrei 16 | 1933                                                             | Încarcă foto \| video | Raportează eroare |
| VS-II-m-B-06702                       | Casa Mâdârjac, azi restaurant (S.C. DOREVECO S.R.L.)                                        | municipiul Vaslui                        | Str. Ștefan cel Mare 43 46.6353°N 27.73101°E | 1928                                                             |                       | Raportează eroare |
| VS-II-a-B-06703                       | Ansamblu de arhitectură „Str. Ștefan cel Mare”                                              | municipiul Vaslui                        | Str. Ștefan cel Mare 43-45, 49-59, 58-62 | mijl. sec. XIX - prima jum. sec. XX                              | Încarcă foto \| video | Raportează eroare |
| VS-II-m-B-06705                       | Casa Ornescu, azi Grădinița Nr. 9                                                           | municipiul Vaslui                        | Str. Ștefan cel Mare 49 46.63574°N 27.73113°E | 1910-1912                                                        | Încarcă foto \| video | Raportează eroare |
| VS-II-m-B-06706                       | Casa Peride, azi sediul PSD                                                                 | municipiul Vaslui                        | Str. Ștefan cel Mare 55 | sf. sec. XIX-înc.sec. XX                                         | Încarcă foto \| video | Raportează eroare |
| VS-II-m-B-06707                       | Casa Popescu, azi Centrul Militar Județean Vaslui                                           | municipiul Vaslui                        | Str. Ștefan cel Mare 57 | 1891                                                             | Încarcă foto \| video | Raportează eroare |
| VS-II-m-A-06708                       | Biserica „Tăierea Capului Sf. Ioan Botezătorul”, Biserica Domnească                         | municipiul Vaslui                        | Str. Ștefan cel Mare 58 46.63358°N 27.73136°E | 1820                                                             | Alte imagini          | Raportează eroare |
| VS-II-m-B-06709                       | Casa Luchian                                                                                | municipiul Vaslui                        | Str. Ștefan cel Mare 59 46.63704°N 27.73193°E | 1901                                                             |                       | Raportează eroare |
| VS-II-m-B-06710                       | Casa Ghica, azi Grădinița Nr. 1                                                             | municipiul Vaslui                        | Str. Ștefan cel Mare 60 | sec. XIX                                                         | Încarcă foto \| video | Raportează eroare |
| VS-II-m-A-06711                       | Casa Mavrocordat, azi Palatul Copiilor                                                      | municipiul Vaslui                        | Str. Ștefan cel Mare 62 46.63457°N 27.73129°E | sec. XIX                                                         | Alte imagini          | Raportează eroare |
| VS-II-a-B-06712                       | Școala Normală de Băieți, azi Spitalul TBC                                                  | municipiul Vaslui                        | Str. Ștefan cel Mare 233A | 1923-1926                                                        | Încarcă foto \| video | Raportează eroare |
| VS-II-m-B-06712.01                    | Locuința directorului, azi Dispensarul TBC                                                  | municipiul Vaslui                        | Str. Ștefan cel Mare 233A | 1923-1926                                                        | Încarcă foto \| video | Raportează eroare |
| VS-II-m-B-06712.02                    | Școala, azi Secția Pneumoftiziologie                                                        | municipiul Vaslui                        | Str. Ștefan cel Mare 233A | 1923-1926                                                        | Încarcă foto \| video | Raportează eroare |
| VS-II-m-B-06713                       | Casa Irimia, azi Casa Topală și Constantinescu                                              | municipiul Vaslui                        | Str. Tipografiei 2 | 1920                                                             | Încarcă foto \| video | Raportează eroare |
| VS-II-m-B-06714                       | Biserica „Sf. Voievozi”                                                                     | sat Albești; comuna Albești              | 97, În centrul satului, în cimitir | 1873-1875                                                        | Încarcă foto \| video | Raportează eroare |
| VS-II-m-B-06715                       | Biserica de lemn „Sf. Voievozi”                                                             | sat Armășeni; comuna Bunești-Averești    | 53, În partea de V a satului, în cimitir | 1868, refaceri sec. XX                                           |                       | Raportează eroare |
| VS-II-m-B-06716                       | Biserica de lemn „Tăierea Capului Sf. Ioan Botezătorul” a fostului schit Armășoaia          | sat Armășoaia; comuna Pungești           | 226, în partea de V a satului, în cimitir | 1869                                                             | Încarcă foto \| video | Raportează eroare |
| VS-II-m-B-06717                       | Biserica de lemn „Sf. Nicolae”                                                              | sat Băbușa; comuna Băcești               | 210, În partea de NV a satului, în cimitir | 1836-1837                                                        | Încarcă foto \| video | Raportează eroare |
| VS-II-m-B-06718                       | Biserica de lemn „Adormirea Maicii Domnului”                                                | sat Bălești; comuna Cozmești             | 277, În centrul satului, în cimitir | 1806                                                             | Încarcă foto \| video | Raportează eroare |
| VS-II-m-B-06719                       | Liceul de Fete „Iorgu Radu”, azi Școala cu Clasele I-VIII, Nr. 1 „Iorgu Radu”               | municipiul Bârlad                        | Str. Bălcescu Nicolae 6 | 1925-1936                                                        |                       | Raportează eroare |
| VS-II-m-B-06720                       | Casa Greceanu, azi Protoieria Bârlad                                                        | municipiul Bârlad                        | Str. Bălcescu Nicolae 10 | cca. 1840                                                        | Încarcă foto \| video | Raportează eroare |
| VS-II-m-B-06721                       | Liceul de Băieți „Gh. Roșca Codreanu”, azi Colegiul Național „Gh. Roșca Codreanu”           | municipiul Bârlad                        | Str. Bălcescu Nicolae 11 46.22635°N 27.66444°E | 1886                                                             |                       | Raportează eroare |
| VS-II-m-B-06722                       | Casa Corbu, azi Casa Stoian                                                                 | municipiul Bârlad                        | Str. Bălcescu Nicolae 13 | cca. 1880                                                        |                       | Raportează eroare |
| VS-II-m-B-06723                       | Spitalul Municipal de Urgență „Elena Beldiman” - Secția TBC                                 | municipiul Bârlad                        | Str. Bălcescu Nicolae 22 | 1926-1954                                                        |                       | Raportează eroare |
| VS-II-m-B-06724                       | Casa Cuza                                                                                   | municipiul Bârlad                        | Str. Cuza Alexandru Ioan 95A | sec. XIX                                                         | Încarcă foto \| video | Raportează eroare |
| VS-II-m-B-06725                       | Liceul Teoretic „Mihai Eminescu” (pavilioanele A-G)                                         | municipiul Bârlad                        | Str. Eminescu Mihai 1 | 1957-1959                                                        | Încarcă foto \| video | Raportează eroare |
| VS-II-m-B-06726                       | Casa Tuduri, azi Casa Monu și Darabană                                                      | municipiul Bârlad                        | Bd. Epureanu 3 | 1840                                                             | Încarcă foto \| video | Raportează eroare |
| VS-II-m-B-06727                       | Casa Borș, azi Casa Crăciun                                                                 | municipiul Bârlad                        | Bd. Epureanu 5 | înc. sec. XX                                                     | Încarcă foto \| video | Raportează eroare |
| VS-II-a-B-06728                       | Școala Profesională de Fete „N. Roșca Codreanu”, azi Complexul de Servicii Comunitare Nr. 1 | municipiul Bârlad                        | Bd. Epureanu 19 | sec. XIX - sec. XX                                               | Încarcă foto \| video | Raportează eroare |
| VS-II-m-B-06728.01                    | Casa Oprișan, azi Corp A (Central)                                                          | municipiul Bârlad                        | Bd. Epureanu 19 | 1825-1827                                                        | Încarcă foto \| video | Raportează eroare |
| VS-II-m-B-06728.02                    | Aripa de nord                                                                               | municipiul Bârlad                        | Bd. Epureanu 19 | 1945-1962                                                        | Încarcă foto \| video | Raportează eroare |
| VS-II-m-B-06728.03                    | Aripa de sud                                                                                | municipiul Bârlad                        | Bd. Epureanu 19 | 1896-1903                                                        | Încarcă foto \| video | Raportează eroare |
| VS-II-m-B-06728.04                    | Capela „Sf. Stelian”, Corp C (Sud)                                                          | municipiul Bârlad                        | Bd. Epureanu 19 | 1925                                                             | Încarcă foto \| video | Raportează eroare |
| VS-II-m-B-06728.05                    | Locuința directorului, azi Casă de tip familial                                             | municipiul Bârlad                        | Bd. Epureanu 19 | 1896                                                             | Încarcă foto \| video | Raportează eroare |
| VS-II-m-B-06729                       | Casa Vasiliu, azi Casa Armeanu                                                              | municipiul Bârlad                        | Bd. Epureanu 24 | 1936                                                             | Încarcă foto \| video | Raportează eroare |
| VS-II-m-B-06730                       | Casa Bulbuc, azi Casa Boghiu și Dumitrașcu                                                  | municipiul Bârlad                        | Bd. Epureanu 25 | 1910                                                             | Încarcă foto \| video | Raportează eroare |
| VS-II-m-B-06731                       | Casa Silvian, azi creșă                                                                     | municipiul Bârlad                        | Bd. Epureanu 26 | cca. 1924                                                        | Încarcă foto \| video | Raportează eroare |
| VS-II-m-B-06732                       | Casa Șuțu, azi Casa Chiriac                                                                 | municipiul Bârlad                        | Bd. Epureanu 30 | 1840                                                             |                       | Raportează eroare |
| VS-II-m-B-06733                       | Casa Atanasiu, azi S.C. CONSINT S.A.                                                        | municipiul Bârlad                        | Str. Hamangiu Constantin 1 | 1902-1904                                                        | Încarcă foto \| video | Raportează eroare |
| VS-II-m-B-06737                       | Banca Populară „Deșteptarea”, azi S.C. Crizantema SRL                                       | municipiul Bârlad                        | Str. Hamangiu Constantin 2, colț cu Str. Republicii 221 | sf. sec. XIX - înc. sec XX                                       | Încarcă foto \| video | Raportează eroare |
| VS-II-m-B-06734                       | Casa Guriță, azi cabinete medicale (primărie)                                               | municipiul Bârlad                        | Str. Hamangiu Constantin 4 | 1927-1928                                                        | Încarcă foto \| video | Raportează eroare |
| VS-II-m-B-06736                       | Școală primară de Fete și Băieți, azi Școala nr. 4 „Tudor Pamfile”                          | municipiul Bârlad                        | Str. Hamangiu Constantin 16 | 1925                                                             | Încarcă foto \| video | Raportează eroare |
| VS-II-m-B-06735                       | Podul Verde                                                                                 | municipiul Bârlad                        | Str. Hamangiu Constantin 26 | ante 1850, intervenții sec. XX                                   |                       | Raportează eroare |
| VS-II-m-B-06738                       | Banca Tutovei, azi BRD – Agenție                                                            | municipiul Bârlad                        | Str. Iorga Nicolae 4 | sec. XIX                                                         | Încarcă foto \| video | Raportează eroare |
| VS-II-m-B-06739                       | Casa Coban, azi Casa Chiș                                                                   | municipiul Bârlad                        | Str. Iorga Nicolae 13 | sf. sec. XIX                                                     | Încarcă foto \| video | Raportează eroare |
| VS-II-m-B-06740                       | Casa Călinescu, azi Casa Popa                                                               | municipiul Bârlad                        | Str. Iorga Nicolae 16 | 1925                                                             | Încarcă foto \| video | Raportează eroare |
| VS-II-m-B-06741                       | Casa Slobozeanu, azi Casa Brebu                                                             | municipiul Bârlad                        | Str. Ipătescu Ana 4 | 1870                                                             | Încarcă foto \| video | Raportează eroare |
| VS-II-m-B-06742                       | Casa Șaraga, azi S.C. PALODA S.A.                                                           | municipiul Bârlad                        | Str. Kogălniceanu Mihail 3 | înc. sec. XX                                                     | Încarcă foto \| video | Raportează eroare |
| VS-II-a-B-06743                       | Casele Deciu, azi ansamblu de învățământ                                                    | municipiul Bârlad                        | Str. Kogălniceanu Mihail 4-6 | 1896-1901                                                        | Încarcă foto \| video | Raportează eroare |
| VS-II-m-B-06743.02                    | Casă, azi Clubul Copiilor „Spiru Haret”                                                     | municipiul Bârlad                        | Str. Kogălniceanu Mihail 4 | 1896-1901                                                        | Încarcă foto \| video | Raportează eroare |
| VS-II-m-B-06743.01                    | Casă, azi Școala de Muzică și Arte Plastice „N. Tonitza”                                    | municipiul Bârlad                        | Str. Kogălniceanu Mihail 6 | 1896-1901                                                        | Încarcă foto \| video | Raportează eroare |
| VS-II-m-B-06744                       | Biserica „Sf. Ilie” a breslei blănarilor                                                    | municipiul Bârlad                        | Str. Paloda 14 | 1859-1869                                                        |                       | Raportează eroare |
| VS-II-m-A-06745                       | Palatul Administrativ și de Justiție al fostului județ Tutova, azi Muzeul „Vasile Pârvan”   | municipiul Bârlad                        | Str. Pârvan Vasile 1 46.23043°N 27.67317°E | 1890                                                             | Alte imagini          | Raportează eroare |
| VS-II-m-A-06746                       | Casa Sturdza, azi Muzeul „Vasile Pârvan”                                                    | municipiul Bârlad                        | Str. Pârvan Vasile 4 | a. 1812                                                          |                       | Raportează eroare |
| VS-II-m-B-06747                       | Biserica „Sf. Spiridon” și „Buna Vestire”                                                   | municipiul Bârlad                        | Str. Pârvan Vasile 6 | 1822-1825                                                        |                       | Raportează eroare |
| VS-II-m-B-06748                       | Casa Mihai Marius Subțirelu                                                                 | municipiul Bârlad                        | Str. Pârvan Vasile 39 | 1908                                                             | Încarcă foto \| video | Raportează eroare |
| VS-II-m-B-06749                       | Școala Nr. 3, azi Grupul Școlar de Arte și Meserii                                          | municipiul Bârlad                        | Str. Petru Rareș 41 | 1882-1892                                                        | Încarcă foto \| video | Raportează eroare |
| VS-II-a-B-06750                       | Ansamblul bisericii „Sf. Gheorghe” a breslei abagerilor                                     | municipiul Bârlad                        | Str. Popa Șapcă 11 | sec. XIX                                                         |                       | Raportează eroare |
| VS-II-m-B-06750.01                    | Biserica „Sf. Gheorghe”                                                                     | municipiul Bârlad                        | Str. Popa Șapcă 11 | 1817-1825                                                        | Încarcă foto \| video | Raportează eroare |
| VS-II-m-B-06750.02                    | Turn de poartă și clopotniță                                                                | municipiul Bârlad                        | Str. Popa Șapcă 11 | 1856-1859                                                        |                       | Raportează eroare |
| VS-II-m-B-06751                       | Școala „V. Pârvan”, azi imobil proprietate publică                                          | municipiul Bârlad                        | Str. Republicii 85 | 1914                                                             | Încarcă foto \| video | Raportează eroare |
| VS-II-m-B-06752                       | Casa Națională „Stroe Belloescu”, azi Biblioteca municipală                                 | municipiul Bârlad                        | Str. Republicii 149 | 1906-1908                                                        |                       | Raportează eroare |
| VS-II-m-B-06753                       | BNR – Sucursală, azi Hotel „Premier” – S.C. CONDA-TEX S.R.L                                 | municipiul Bârlad                        | Str. Republicii 219 | 1910                                                             |                       | Raportează eroare |
| VS-II-m-B-06754                       | Casă, azi Sediul PRM și al Sindicatului Liber al Pensionarilor                              | municipiul Bârlad                        | Str. Republicii 223 | sf. sec. XIX-înc.sec. XX                                         |                       | Raportează eroare |
| VS-II-m-B-06755                       | Sala Curții cu Juri, azi Teatrul „V.I. Popa”                                                | municipiul Bârlad                        | Str. Republicii 268 | 1890                                                             |                       | Raportează eroare |
| VS-II-m-B-06756                       | Spitalul Municipal de Urgență, Secția „Boli infecțioase” (Pavilion I-II)                    | municipiul Bârlad                        | Str. Republicii 271-273 | sf. sec. XIX                                                     |                       | Raportează eroare |
| VS-II-m-B-06757                       | Locuința directorului Școlii Normale de Băieți (Casa Roșie), azi Centrul „Mihai Eminescu”   | municipiul Bârlad                        | Str. Republicii 277 | 1888                                                             |                       | Raportează eroare |
| VS-II-a-B-06758                       | Fabrica de Rulmenți, azi S.C. „Rulmenți” S. A                                               | municipiul Bârlad                        | Str. Republicii 320 | sec. XX                                                          | Încarcă foto \| video | Raportează eroare |
| VS-II-m-B-06758.01                    | Sediu administrativ                                                                         | municipiul Bârlad                        | Str. Republicii 320 | 1953                                                             | Încarcă foto \| video | Raportează eroare |
| VS-II-m-B-06758.02                    | Turn cu ceas                                                                                | municipiul Bârlad                        | Str. Republicii 320 | 1953                                                             |                       | Raportează eroare |
| VS-II-m-B-06759                       | Biserica „Sf. Voievozi”                                                                     | municipiul Bârlad                        | Str. Sfinții Voievozi 2 | 1827-1840                                                        |                       | Raportează eroare |
| VS-II-m-B-06760                       | Biserica „Vovidenia” și „Cuvioasa Paraschiva”                                               | municipiul Bârlad                        | Str. Ștefan cel Mare 1 | 1826, intervenții 1849;                                          | Încarcă foto \| video | Raportează eroare |
| VS-II-m-B-06761                       | Biserica „Sf. Dumitru”                                                                      | municipiul Bârlad                        | Str. Vasile Lupu 1 | 1830-1833                                                        |                       | Raportează eroare |
| VS-II-m-A-06762 (RAN: 161801.04)      | Biserica „Adormirea Maicii Domnului” (Biserică Domnească)                                   | municipiul Bârlad                        | Piața Victoriei 1 46.2275°N 27.6687°E | 1840-1842                                                        |                       | Raportează eroare |
| VS-II-m-B-06763                       | Biserica „Nașterea Maicii Domnului”                                                         | sat Bârzești; comuna Ștefan cel Mare     | 242, În centrul satului | 1845-1847                                                        | Încarcă foto \| video | Raportează eroare |
| VS-II-m-B-06764                       | Biserica de lemn și vălătuci „Sf. Nicolae” a fostului schit Bogdănești                      | sat Bogdănești; comuna Bogdănești        | 393, În partea de NV a satului, în cimitir | 1851, transformări sec. XX                                       | Încarcă foto \| video | Raportează eroare |
| VS-II-m-B-06765                       | Biserica de lemn „Adormirea Maicii Domnului”                                                | sat Bogești; comuna Pogana               | 4, În partea de SE a satului, în cimitir | 1807, intervenții 1924                                           | Încarcă foto \| video | Raportează eroare |
| VS-II-m-B-06766                       | Biserica de lemn și vălătuci „Sf. Nicolae”                                                  | sat Boțoaia; comuna Dănești              | 21, În centrul satului | 1757, refăcută 1857                                              | Încarcă foto \| video | Raportează eroare |
| VS-II-m-B-06767                       | Biserica „Sf. Dumitru” și „Sf. Nicolae”                                                     | sat Budești; comuna Crețești             | 6, În partea de S a satului | 1864-1867                                                        | Încarcă foto \| video | Raportează eroare |
| VS-II-m-B-06769                       | Turn de apă                                                                                 | sat Buhăiești; comuna Vulturești         | 346, Lângă gară | 1931                                                             | Încarcă foto \| video | Raportează eroare |
| VS-II-m-B-06768                       | Biserica de lemn „Adormirea Maicii Domnului”                                                | sat Buhăiești; comuna Vulturești         | 347, „La Cărăcășeni”, la marginea de S a satului, în cimitir | 1798, refaceri 1830                                              | Încarcă foto \| video | Raportează eroare |
| VS-II-m-B-06771                       | Conacul Lambrino                                                                            | sat Butucăria; comuna Zăpodeni           | 2, În partea de NE a satului 46.80381°N 27.62427°E | sec XIX                                                          | Încarcă foto \| video | Raportează eroare |
| VS-II-m-B-06770                       | Biserica de lemn și vălătuci „Sf. Împărați Constantin și Elena”                             | sat Butucăria; comuna Zăpodeni           | 30, În centrul satului, în cimitir | 1834                                                             | Încarcă foto \| video | Raportează eroare |
| VS-II-m-A-06772                       | Pod de piatră                                                                               | sat Cănțălărești; comuna Ștefan cel Mare | 47, Pe DN15D (km 115 + 036); la cca. 15 km N de Vaslui 46.73761°N 27.61589°E | 1636                                                             |                       | Raportează eroare |
| VS-II-m-A-06773                       | Biserica de lemn „Sf. Nicolae” a fostului schit Orgoeștii Noi                               | sat Căpușneni; comuna Lipovăț            | 19, În partea de SV a satului, în cimitir | 1792                                                             | Alte imagini          | Raportează eroare |
| VS-II-m-B-06774                       | Biserica de lemn „Sf. Nicolae”                                                              | sat aparținător Căzănești; oraș Negrești | 39, Cartier Căzănești, în cimitir | 1818, refaceri 1835                                              | Încarcă foto \| video | Raportează eroare |
| VS-II-m-B-06775                       | Biserica de lemn și vălătuci „Nașterea Maicii Domnului”                                     | sat Cârja; oraș Murgeni                  | 200, Cartier Cârja de Sus, în partea de NE a satului | 1831-1833                                                        | Încarcă foto \| video | Raportează eroare |
| VS-II-m-A-06776                       | Biserica de lemn „Adormirea Maicii Domnului”                                                | sat Cârjoani; comuna Pogana              | 6, În partea de SV a satului, în cimitir, punctul „Mastacani” | 1777, transformări 1930                                          | Încarcă foto \| video | Raportează eroare |
| VS-II-m-A-06777                       | Biserica de lemn „Sf. Nicolae” a fostului schit Cârțibași                                   | sat Cârțibași; comuna Bogdănița          | La marginea de SV a satului, la distanță de cca. 1 km de sat | 1833                                                             | Încarcă foto \| video | Raportează eroare |
| VS-II-m-B-06778                       | Biserica de lemn și vălătuci „Sf. Trei Ierarhi”                                             | sat Cepești; comuna Bogdănița            | În partea de SV a satului, în cimitir | 1834-1839                                                        | Încarcă foto \| video | Raportează eroare |
| VS-II-m-A-06779                       | Biserica de lemn „Sf. Nicolae” a fostului schit Strâmba                                     | sat Cetățuia; comuna Puiești             | 168, În partea de SV a satului, în cimitir | a. 1670, intervenții 1751, 1838                                  | Încarcă foto \| video | Raportează eroare |
| VS-II-m-B-06780                       | Biserica „Adormirea Maicii Domnului”                                                        | sat Chițcani; comuna Costești            | 150, în partea de E a satului | cca. 1817                                                        | Încarcă foto \| video | Raportează eroare |
| VS-II-m-A-06781                       | Podul Doamnei (Podul de la Docolina)                                                        | sat Chițcani; comuna Costești            | 264, pe DN24, la km 97, la cca. 70 m E de șosea 46.44545°N 27.81255°E | 1841                                                             | Alte imagini          | Raportează eroare |
| VS-II-m-B-06782                       | Biserica „Nașterea Maicii Domnului”                                                         | sat Chițoc; comuna Lipovăț               | 1, În partea de N a satului, în cimitir | 1852-1855                                                        | Încarcă foto \| video | Raportează eroare |
| VS-II-m-B-06783                       | Biserica de lemn „Sf. Nicolae”                                                              | sat Ciofeni; comuna Zăpodeni             | 31, În partea de SV a satului, aprox.1 km, în cimitir | 1819                                                             | Încarcă foto \| video | Raportează eroare |
| VS-II-m-B-06784                       | Biserica de lemn „Sf. Nicolae”                                                              | sat Corodești; comuna Gherghești         | 142, În partea de SV a satului, în cimitir | 1743                                                             | Încarcă foto \| video | Raportează eroare |
| VS-II-m-B-06785                       | Biserica de lemn „Cuvioasa Paraschiva”                                                      | sat Coșești; comuna Ivănești             | În partea de SV a satului, în cimitir | 1795, refăcută 1882                                              | Încarcă foto \| video | Raportează eroare |
| VS-II-m-B-06786                       | Biserica de lemn „Sf. Voievozi”                                                             | sat Cotic; comuna Todirești              | 148, În partea de SV a satului, în cimitir | a.1850                                                           | Încarcă foto \| video | Raportează eroare |
| VS-II-m-B-06787                       | Biserica de lemn „Sf. Nicolae”                                                              | sat Cozmești; comuna Cozmești            | 71, În centrul satului | sec. XIX                                                         | Încarcă foto \| video | Raportează eroare |
| VS-II-m-B-06788                       | Biserica de lemn „Sf. Voievozi”, ruine                                                      | sat Curteni; comuna Oltenești            | 123, la 500 m S de sat, în cimitir | 1817                                                             | Încarcă foto \| video | Raportează eroare |
| VS-II-m-B-06789                       | Biserica de lemn și vălătuci „Sf. Dumitru”                                                  | sat Dobroslovești; comuna Zăpodeni       | 32, În partea de SE a satului, în cimitir | 1852, transformări sec. XX                                       | Încarcă foto \| video | Raportează eroare |
| VS-II-m-A-06790                       | Biserica de lemn „Intrarea Maicii Domnului în Biserică” (Vovidenia)                         | sat Dragomirești; comuna Dragomirești    | 284, În partea de NV a satului, în cimitir | 1774, refaceri 1839                                              | Încarcă foto \| video | Raportează eroare |
| VS-II-m-B-06791                       | Biserica de lemn „Sf. Nicolae”                                                              | sat Draxeni; comuna Rebricea             | 400, În partea de S a satului, aprox. 1 km, în cimitir | cca. 1850                                                        | Încarcă foto \| video | Raportează eroare |
| VS-II-m-B-06792                       | Biserica de lemn „Sf. Gheorghe”                                                             | sat Drăgești; comuna Todirești           | 150, În partea de N a satului | 1783, refaceri 1878                                              | Încarcă foto \| video | Raportează eroare |
| VS-II-a-A-06793                       | Ansamblul bisericii de lemn „Nașterea Sf. Ioan Botezătorul”                                 | sat Dumbrăveni; comuna Gârceni           | 4, În partea de NV a satului, în cimitir | sec. XVIII-XIX                                                   | Alte imagini          | Raportează eroare |
| VS-II-m-A-06793.01                    | Biserica de lemn „Nașterea Sf. Ioan Botezătorul”                                            | sat Dumbrăveni; comuna Gârceni           | 4, În partea de NV a satului, în cimitir | 1784-1787, refaceri 1814                                         | Alte imagini          | Raportează eroare |
| VS-II-m-A-06793.02                    | Turn clopotniță                                                                             | sat Dumbrăveni; comuna Gârceni           | 4, În partea de NV a satului, în cimitir | 1814                                                             | Încarcă foto \| video | Raportează eroare |
| VS-II-m-B-06794                       | Biserica de lemn „Sf. Împărați Constantin și Elena”                                         | sat Dumești; comuna Dumești              | 343, În partea de NE a satului, în cimitir | 1820                                                             | Încarcă foto \| video | Raportează eroare |
| VS-II-a-B-06795                       | Conacul Emil Racoviță, azi Casă memorială                                                   | sat Emil Racoviță; comuna Dănești        | 1, în partea de E a satului | sec. XIX - XX                                                    |                       | Raportează eroare |
| VS-II-m-B-06795.01                    | Corp vechi - Gh. Racoviță                                                                   | sat Emil Racoviță; comuna Dănești        | 1, În partea de E a satului | sec. XIX                                                         | Încarcă foto \| video | Raportează eroare |
| VS-II-m-B-06795.02                    | Corp nou – Emil Racoviță                                                                    | sat Emil Racoviță; comuna Dănești        | 1, în partea de E a satului | înc. sec. XX                                                     | Încarcă foto \| video | Raportează eroare |
| VS-II-m-B-06795.03                    | Ruine beciuri                                                                               | sat Emil Racoviță; comuna Dănești        | 1, în partea de E a satului | sec. XIX                                                         | Încarcă foto \| video | Raportează eroare |
| VS-II-m-B-06795.04                    | Parc cu arbori seculari                                                                     | sat Emil Racoviță; comuna Dănești        | 1, În partea de E a satului | sec. XIX                                                         | Încarcă foto \| video | Raportează eroare |
| VS-II-m-B-06796                       | Biserica de lemn și vălătuci „Sf. Voievozi”                                                 | sat Fântânele; comuna Puiești            | 23, În partea de E a satului, în cimitir | sec. XIX, refaceri 1946                                          | Încarcă foto \| video | Raportează eroare |
| VS-II-a-A-06797                       | Mănăstirea Fâstâci                                                                          | sat Fâstâci; comuna Cozmești             | 108, În partea de N a satului 46.7338°N 27.4503°E | sec. XVII - XIX                                                  | Încarcă foto \| video | Raportează eroare |
| VS-II-m-A-06797.01                    | Biserica „Sf. Nicolae”                                                                      | sat Fâstâci; comuna Cozmești             | 108, În partea de N a satului | 1721                                                             | Încarcă foto \| video | Raportează eroare |
| VS-II-m-A-06797.02                    | Turn de poartă și clopotniță                                                                | sat Fâstâci; comuna Cozmești             | 108, În partea de N a satului | 1808                                                             | Încarcă foto \| video | Raportează eroare |
| VS-II-m-A-06797.03                    | Casă egumenească                                                                            | sat Fâstâci; comuna Cozmești             | 108, În partea de N a satului | 1808                                                             | Încarcă foto \| video | Raportează eroare |
| VS-II-m-A-06797.04                    | Zid de incintă                                                                              | sat Fâstâci; comuna Cozmești             | 108, În partea de N a satului | 1834-1851                                                        | Încarcă foto \| video | Raportează eroare |
| VS-II-a-A-06798                       | Mănăstirea Florești                                                                         | sat Florești; comuna Poienești           | În partea de N a satului | sec. XVI-XIX                                                     | Încarcă foto \| video | Raportează eroare |
| VS-II-m-A-06798.01                    | Biserica „Sf. Ilie”                                                                         | sat Florești; comuna Poienești           | În partea de N a satului | 1852-1859                                                        | Încarcă foto \| video | Raportează eroare |
| VS-II-m-A-06798.02                    | Palat egumenesc                                                                             | sat Florești; comuna Poienești           | În partea de N a satului | 1858-1880                                                        | Încarcă foto \| video | Raportează eroare |
| VS-II-m-A-06798.03                    | Turn de poartă și clopotniță                                                                | sat Florești; comuna Poienești           | În partea de N a satului | 1852-1859                                                        | Încarcă foto \| video | Raportează eroare |
| VS-II-m-A-06798.04                    | Zid de incintă                                                                              | sat Florești; comuna Poienești           | În partea de N a satului | 1800-1821                                                        | Încarcă foto \| video | Raportează eroare |
| VS-II-a-B-06800                       | Ansamblul bisericii de lemn „Sf. Nicolae”                                                   | sat Gârceni; comuna Gârceni              | 14, în partea de NV a satului, în cimitir | sec. XVIII - XIX                                                 | Încarcă foto \| video | Raportează eroare |
| VS-II-m-B-06800.01                    | Biserica de lemn „Sf. Nicolae”                                                              | sat Gârceni; comuna Gârceni              | 14, în partea de NV a satului, în cimitir | 1823                                                             | Încarcă foto \| video | Raportează eroare |
| VS-II-m-B-06800.02                    | Turn clopotniță                                                                             | sat Gârceni; comuna Gârceni              | 14, în partea de NV a satului, în cimitir | sec. XIX, refăcut 1998                                           | Încarcă foto \| video | Raportează eroare |
| VS-II-m-B-06799                       | Biserica de lemn „Sf. Voievozi” a Mănăstirii Mălinești                                      | sat Gârceni; comuna Gârceni              | 26, la cca. 2 km NV de sat, punctul „La Mălinești” | 1826                                                             | Încarcă foto \| video | Raportează eroare |
| VS-II-m-B-06801                       | Biserica „Sf. Gheorghe” a fostului schit Ghireasca                                          | sat Ghireasca; comuna Mălușteni          | În partea de NE a satului, în cimitir | sec. XVIII, transformări 1808; adăugiri 1945                     | Încarcă foto \| video | Raportează eroare |
| VS-II-m-B-06803                       | Biserica de lemn „Sf. Gheorghe”                                                             | sat Grăjdeni; comuna Fruntișeni          | 95, În centrul satului, în cimitir | înc. sec. XIX                                                    | Încarcă foto \| video | Raportează eroare |
| VS-II-m-B-06802                       | Biserica „Sf. Nicolae” și „Sf. Treime” a Mănăstirii Grăjdeni                                | sat Grăjdeni; comuna Fruntișeni          | 259, La 1,5 km S de sat | 1853-1860                                                        |                       | Raportează eroare |
| VS-II-m-B-06804                       | Biserica de lemn „Vovidenia” a Mănăstirii „Dimitrie Cantemir”                               | sat Grumezoaia; comuna Dimitrie Cantemir | 1, În partea de NE a satului, la cca. 3 km | sec. XIX                                                         | Încarcă foto \| video | Raportează eroare |
| VS-II-a-B-06805                       | Ansamblul conacului Dimachi-Arghiropol                                                      | sat Gugești; comuna Boțești              | 525-526, În partea de E a satului | sec. XVIII - XIX                                                 | Încarcă foto \| video | Raportează eroare |
| VS-II-m-B-06805.02                    | Biserica „Sf. Nicolae”                                                                      | sat Gugești; comuna Boțești              | 525, În incinta conacului | 1819                                                             | Încarcă foto \| video | Raportează eroare |
| VS-II-m-B-06805.01                    | Conacul Dimachi-Arghiropol                                                                  | sat Gugești; comuna Boțești              | 526, În incinta conacului | sec. XVIII - sec. XIX                                            | Încarcă foto \| video | Raportează eroare |
| VS-II-m-B-06805.03                    | Ruine beciuri și zid de incintă                                                             | sat Gugești; comuna Boțești              | 526, În incinta conacului | sec. XVIII - sec. XIX                                            | Încarcă foto \| video | Raportează eroare |
| VS-II-m-B-06806                       | Biserica „Sf. Nicolae”                                                                      | sat Gura Idrici; comuna Roșiești         | 34, În partea de SE a satului, în cimitir | 1853                                                             | Încarcă foto \| video | Raportează eroare |
| VS-II-m-B-06807                       | Biserica de lemn „Sf. Gheorghe”                                                             | sat Hoceni; comuna Hoceni                | În partea de E a satului, în cimitir | 1820                                                             | Încarcă foto \| video | Raportează eroare |
| VS-II-m-B-06809                       | Casă, azi Protoieria Huși                                                                   | municipiul Huși                          | Str. 1 Decembrie 1 | 1860                                                             | Încarcă foto \| video | Raportează eroare |
| VS-II-a-B-06810                       | Ansamblu de arhitectură „1 Decembrie 1918”                                                  | municipiul Huși                          | Str. 1 Decembrie 1-11, 2-14 | mijl. sec. XIX - prima jum. sec. XX                              | Încarcă foto \| video | Raportează eroare |
| VS-II-m-B-06811                       | Casa Andrian și Linde, azi Cabinet av. Veselu Tudora                                        | municipiul Huși                          | Str. 1 Decembrie 2 | 1910                                                             | Încarcă foto \| video | Raportează eroare |
| VS-II-m-B-06812                       | Casa Jenică Mitache, azi Grădinița nr. 4                                                    | municipiul Huși                          | Str. 1 Decembrie 4 | 1910                                                             | Încarcă foto \| video | Raportează eroare |
| VS-II-m-B-06813                       | Casa Sotir Zaharia, azi casa parohială a Bisericii „Sf. Nicolae”                            | municipiul Huși                          | Str. 1 Decembrie 6 | 1916                                                             | Încarcă foto \| video | Raportează eroare |
| VS-II-m-B-06814                       | Casa Teodoru, azi Casa Opriș                                                                | municipiul Huși                          | Str. 1 Decembrie 8 | 1932                                                             | Încarcă foto \| video | Raportează eroare |
| VS-II-m-B-06815                       | Casa Iancu Berea, azi Muzeul eparhial al Episcopiei Hușilor                                 | municipiul Huși                          | Str. 1 Decembrie 10 | 1889                                                             | Încarcă foto \| video | Raportează eroare |
| VS-II-m-B-06816                       | Camera Agricolă, azi Clubul Elevilor și Copiilor                                            | municipiul Huși                          | Str. 1 Decembrie 11 | 1911                                                             | Încarcă foto \| video | Raportează eroare |
| VS-II-m-B-06817                       | Casa av. D. Gociu, azi spital municipal                                                     | municipiul Huși                          | Str. 1 Decembrie 14A | 1899                                                             | Încarcă foto \| video | Raportează eroare |
| VS-II-m-B-06818                       | Casa Chirițoiu, azi spital municipal                                                        | municipiul Huși                          | Str. 1 Decembrie 14B | 1909                                                             | Încarcă foto \| video | Raportează eroare |
| VS-II-a-B-06819                       | Ansamblul vechiului spital comunal Huși                                                     | municipiul Huși                          | Str. 1 Decembrie 40 | sec. XIX                                                         | Încarcă foto \| video | Raportează eroare |
| VS-II-m-B-06819.01                    | Pavilion boli contagioase                                                                   | municipiul Huși                          | Str. 1 Decembrie 40 | 1897                                                             | Încarcă foto \| video | Raportează eroare |
| VS-II-m-B-06819.02                    | Pavilion administrativ                                                                      | municipiul Huși                          | Str. 1 Decembrie 40 | 1897                                                             | Încarcă foto \| video | Raportează eroare |
| VS-II-m-B-06819.03                    | Pavilion arhivă                                                                             | municipiul Huși                          | Str. 1 Decembrie 40 | 1897                                                             | Încarcă foto \| video | Raportează eroare |
| VS-II-m-B-06820                       | Seminarul Episcopiei Hușilor, azi U. M. 01776                                               | municipiul Huși                          | Str. 1 Decembrie 48A | 1926-1929                                                        | Încarcă foto \| video | Raportează eroare |
| VS-II-m-B-06821                       | Școala Normală de Băieți, azi Școala cu cls. I-VIII, nr. 3 „Anastasie Panu”                 | municipiul Huși                          | Str. Caragiale Ion Luca 4 | 1893                                                             | Încarcă foto \| video | Raportează eroare |
| VS-II-m-B-06822                       | Casa Poroșnicu, azi S.C. VIOANCA S.R.L.                                                     | municipiul Huși                          | Str. Cuza Alexandru Ioan 5 | 1934                                                             | Încarcă foto \| video | Raportează eroare |
| VS-II-m-B-06823                       | Banca „Albina”, azi atelier - Școala Nr. 1                                                  | municipiul Huși                          | Str. Cuza Alexandru Ioan 13 | 1914                                                             | Încarcă foto \| video | Raportează eroare |
| VS-II-m-B-06824                       | Casa Murgulescu                                                                             | municipiul Huși                          | Str. Cuza Alexandru Ioan 27 | sf. sec. XVIII - înc.sec. XX                                     | Încarcă foto \| video | Raportează eroare |
| VS-II-m-B-06825                       | Casa Buceag, azi Casa Darie și Țocu                                                         | municipiul Huși                          | Str. Cuza Alexandru Ioan 29 | sf. sec. XIX - înc. sec. XX                                      | Încarcă foto \| video | Raportează eroare |
| VS-II-m-B-06826                       | Casa Popov - Frunzeti, azi locuința Țilea și a Primăriei                                    | municipiul Huși                          | Str. Cuza Alexandru Ioan 35 | 1894                                                             | Încarcă foto \| video | Raportează eroare |
| VS-II-m-B-06827                       | Casa Chernbach                                                                              | municipiul Huși                          | Str. Cuza Alexandru Ioan 49 | 1933                                                             | Încarcă foto \| video | Raportează eroare |
| VS-II-m-B-06828                       | Casa Goldenberg și Reiter                                                                   | municipiul Huși                          | Str. Cuza Alexandru Ioan 50 | 1921                                                             | Încarcă foto \| video | Raportează eroare |
| VS-II-m-B-06829                       | Casa Mardare, azi Casa Străchinaru                                                          | municipiul Huși                          | Str. Cuza Alexandru Ioan 51 | 1921                                                             | Încarcă foto \| video | Raportează eroare |
| VS-II-m-B-06830                       | Casă, azi S.C. „Cooperativa de Consum”                                                      | municipiul Huși                          | Str. Cuza Alexandru Ioan 76 | sf. sec. XIX                                                     | Încarcă foto \| video | Raportează eroare |
| VS-II-a-B-06832                       | Ansamblul bisericii „Sf. Voievozi”                                                          | municipiul Huși                          | Str. Eroilor 10 | sec. XIX                                                         | Alte imagini          | Raportează eroare |
| VS-II-m-B-06832.01                    | Biserica „Sf. Voievozi”                                                                     | municipiul Huși                          | Str. Eroilor 10 | 1849-1855                                                        |                       | Raportează eroare |
| VS-II-m-B-06832.02                    | Turn clopotniță                                                                             | municipiul Huși                          | Str. Eroilor 10 | 1850-1857                                                        |                       | Raportează eroare |
| VS-II-m-B-06833                       | Casa Lorenzo Collavini, azi Casa Buzdugan                                                   | municipiul Huși                          | Str. Florilor 2 | 1924                                                             | Încarcă foto \| video | Raportează eroare |
| VS-II-m-B-06834                       | Casa Singer, azi Casa Târziu                                                                | municipiul Huși                          | Str. Florilor 4 | 1930                                                             | Încarcă foto \| video | Raportează eroare |
| VS-II-m-B-06831                       | Conacul Mihail Ralea, azi Casa stăreției - Mănăstirea „Schimbarea la Față”                  | municipiul Huși                          | Str. Gavril Vicol 4 | înc. sec. XX, transformări sf. sec. XX                           | Încarcă foto \| video | Raportează eroare |
| VS-II-m-B-06835                       | Tribunalul fostului județ Fălciu, azi Judecătorie și Parchet                                | municipiul Huși                          | Str. Giugaru Alexandru 1 | 1892                                                             | Încarcă foto \| video | Raportează eroare |
| VS-II-m-B-06836                       | Judecătoria Huși, azi Casa de Cultură „Al. Giugaru”                                         | municipiul Huși                          | Str. Giugaru Alexandru 2 | 1892                                                             | Alte imagini          | Raportează eroare |
| VS-II-m-B-06837                       | Casele Ralea                                                                                | municipiul Huși                          | Str. Kisacoff Toma 1-1A | 1864-1867                                                        | Încarcă foto \| video | Raportează eroare |
| VS-II-m-B-06838                       | Liceul Teoretic „Cuza Vodă”, azi Colegiul Național „Cuza Vodă”                              | municipiul Huși                          | Str. Kogălniceanu Mihail 11 | 1913                                                             |                       | Raportează eroare |
| VS-II-a-A-06839                       | Ansamblul episcopiei Hușilor                                                                | municipiul Huși                          | Str. Kogălniceanu Mihail 15 46.67666°N 28.05777°E | sec. XV - XX                                                     |                       | Raportează eroare |
| VS-II-m-A-06839.01                    | Biserica „Sf. Apostoli Petru și Pavel” (Biserică Domnească, Catedrală Episcopală)           | municipiul Huși                          | Str. Kogălniceanu Mihail 15 | 1495, reclădită 1753-1756                                        |                       | Raportează eroare |
| VS-II-m-A-06839.02                    | Palat Episcopal                                                                             | municipiul Huși                          | Str. Kogălniceanu Mihail 15 | 1771-1792                                                        |                       | Raportează eroare |
| VS-II-m-A-06839.03                    | Pivnițele casei domnești                                                                    | municipiul Huși                          | Str. Kogălniceanu Mihail 15 | sec. XV - XVII                                                   |                       | Raportează eroare |
| VS-II-m-A-06839.04                    | Turn de poartă și clopotniță                                                                | municipiul Huși                          | Str. Kogălniceanu Mihail 15 | 1938                                                             |                       | Raportează eroare |
| VS-II-m-A-06839.05                    | Zid de incintă                                                                              | municipiul Huși                          | Str. Kogălniceanu Mihail 15 | 1826-1849                                                        |                       | Raportează eroare |
| VS-II-m-B-06808                       | Biserica „Vovidenia”                                                                        | municipiul Huși                          | Str. Schit 109, (Pe Dealul Coțoiul) | 1850, reclădită 1938                                             | Încarcă foto \| video | Raportează eroare |
| VS-II-m-B-06840                       | Biserica „Sf. Gheorghe” a breslei blănarilor                                                | municipiul Huși                          | Str. Sfântul Gheorghe 1 | 1856-1869                                                        | Încarcă foto \| video | Raportează eroare |
| VS-II-m-B-06841                       | Școala de Cântăreți a Episcopiei Hușilor, azi Administrația Centrului Eparhial              | municipiul Huși                          | Str. Ștefan cel Mare 1 | 1939                                                             | Încarcă foto \| video | Raportează eroare |
| VS-II-a-B-06842                       | Ansamblu de arhitectură „Str. General Teleman”                                              | municipiul Huși                          | Str. Teleman General 1-15, 2-8 | mijl. sec. XIX - prima jum. sec. XX                              | Încarcă foto \| video | Raportează eroare |
| VS-II-m-B-06849                       | BNR. – Sucursală, azi Agenția Raiffeisen Bank                                               | municipiul Huși                          | Str. Teleman General 1 | 1938-1940                                                        |                       | Raportează eroare |
| VS-II-m-B-06844                       | Casa Gociu, azi birouri (primărie)                                                          | municipiul Huși                          | Str. Teleman General 5 | sf. sec. XIX                                                     | Încarcă foto \| video | Raportează eroare |
| VS-II-m-B-06843                       | Casa Mitache, azi Casa Chiriac și Neiciu                                                    | municipiul Huși                          | Str. Teleman General 6 | 1890                                                             | Încarcă foto \| video | Raportează eroare |
| VS-II-m-A-06845                       | Casa Adam Mitache, azi Muzeul municipal Huși                                                | municipiul Huși                          | Str. Teleman General 8 | cca. 1880                                                        |                       | Raportează eroare |
| VS-II-m-B-06846                       | Casa Enache, azi S.C. FARMNOVA S.R.L.                                                       | municipiul Huși                          | Str. Teleman General 11 | sf. sec. XIX                                                     | Încarcă foto \| video | Raportează eroare |
| VS-II-m-B-06847                       | Casa Faierștein, azi Casa Palcu                                                             | municipiul Huși                          | Str. Teleman General 13 | 1902                                                             | Încarcă foto \| video | Raportează eroare |
| VS-II-m-B-06848                       | Casa Monasterianu, azi Restaurantul „Podgoriile Hușilor” (S.C. BICOMPLEX S.R.L.) .          | municipiul Huși                          | Str. Teleman General 13A | sf. sec. XIX                                                     |                       | Raportează eroare |
| VS-II-m-A-06850                       | Biserica de lemn „Sf. Nicolae” a fostului schit Gologofta-Hușenii-Balica                    | sat Ivănești; comuna Ivănești            | Cartier Gologofta, Balica, în centrul fostului sat, în cimitir | 1774, refaceri 1820                                              | Încarcă foto \| video | Raportează eroare |
| VS-II-m-B-06851                       | Conacul Jean Atanasiu, azi Mircescu                                                         | sat Ivănești; comuna Pădureni            | 59, În partea de V a satului 46.56053°N 28.11215°E | 1912                                                             | Încarcă foto \| video | Raportează eroare |
| VS-II-m-A-06852                       | Biserica de lemn „Sf. Gheorghe” a fostului schit Lipovăț (Zografu)                          | sat Lipovăț; comuna Lipovăț              | 18, În partea de NV a satului, în cimitir | cca. 1626, refăcută 1717                                         | Alte imagini          | Raportează eroare |
| VS-II-a-A-06853                       | Ansamblul conacului Constantin Corbu                                                        | sat Mălăiești; comuna Vutcani            | În centrul satului | sec. XIX                                                         | Încarcă foto \| video | Raportează eroare |
| VS-II-m-B-06853.02                    | Conac, azi Centrul de Recuperare și Reabilitare Neuropsihiatrică                            | sat Mălăiești; comuna Vutcani            | 73, În centrul satului | sec. XIX                                                         | Încarcă foto \| video | Raportează eroare |
| VS-II-m-A-06853.01                    | Biserica „Sf. Împărați Constantin și Elena”                                                 | sat Mălăiești; comuna Vutcani            | 74, La sud de conac | 1884                                                             | Încarcă foto \| video | Raportează eroare |
| VS-II-m-B-06854                       | Biserica de lemn „Sf. Nicolae” și „Sf. Dumitru”                                             | sat Mălușteni; comuna Mălușteni          | În centrul satului | 1814, refaceri 1895                                              | Încarcă foto \| video | Raportează eroare |
| VS-II-m-A-06855                       | Biserica de lemn „Adormirea Maicii Domnului” a fostului schit Hârsova „Sf. Nicolae”         | sat Mânăstirea; comuna Delești           | În partea de N a satului, în cimitir 46.68967°N 27.54352°E | 1756                                                             |                       | Raportează eroare |
| VS-II-m-A-06856                       | Ruinele bisericii „Tăierea Capului Sf. Ioan Botezătorul”                                    | sat Mânzați; comuna Ibănești             | 304, Cartier Mânzați Boierești, în partea de SV a satului | 1761                                                             | Alte imagini          | Raportează eroare |
| VS-II-m-B-06857                       | Biserica „Sf. Nicolae”                                                                      | sat Miclești; comuna Miclești            | 349, În centrul satului, în cimitir | 1830-1832                                                        | Încarcă foto \| video | Raportează eroare |
| VS-II-m-B-06858                       | Biserica „Sf. Spiridon”                                                                     | sat Mihail Kogălniceanu; comuna Arsura   | 26, În partea de NE a satului | 1886                                                             | Încarcă foto \| video | Raportează eroare |
| VS-II-m-B-06859                       | Biserica de lemn „Sf. Voievozi”                                                             | sat Mircești; comuna Tăcuta              | 8A, În partea de V a satului, cca. 2 km, în cimitir | 1532, refăcută sec. XIX                                          | Încarcă foto \| video | Raportează eroare |
| VS-II-m-B-06860                       | Biserica de lemn „Sf. Voievozi”                                                             | sat Muntenești; comuna Ștefan cel Mare   | 31, În partea de NV a satului, în cimitir | 1785, refaceri 1906                                              | Încarcă foto \| video | Raportează eroare |
| VS-II-m-A-06862                       | Biserica de lemn „Adormirea Maicii Domnului”                                                | sat Obârșeni; comuna Voinești            | 21, În partea de NE a satului, în cimitir | 1818                                                             | Încarcă foto \| video | Raportează eroare |
| VS-II-m-A-06861                       | Biserica de lemn „Sf. Nicolae”                                                              | sat Obârșeni; comuna Vinderei            | 154, În centrul satului, în cimitir | 1764                                                             | Încarcă foto \| video | Raportează eroare |
| VS-II-m-B-06863                       | Biserica de lemn „Adormirea Maicii Domnului”, a fostului schit Orgoeștii Vechi              | sat Orgoiești; comuna Bogdănești         | 35, În partea de NV a satului, în cimitir | 1750, refăcută sec. XIX                                          | Încarcă foto \| video | Raportează eroare |
| VS-II-m-B-06864                       | Biserica de lemn „Sf. Voievozi”                                                             | sat Oșești; comuna Oșești                | 256, În partea de NE a satului | 1815                                                             | Încarcă foto \| video | Raportează eroare |
| VS-II-a-A-06865                       | Mănăstirea Pârvești                                                                         | sat Pârvești; comuna Costești            | 23, În centrul satului, în cimitir | sec. XIX                                                         |                       | Raportează eroare |
| VS-II-m-A-06865.01                    | Biserica de lemn „Sf. Nicolae”                                                              | sat Pârvești; comuna Costești            | 23, În centrul satului, în cimitir | 1816-1820                                                        | Alte imagini          | Raportează eroare |
| VS-II-m-A-06865.02                    | Turn clopotniță                                                                             | sat Pârvești; comuna Costești            | 23, În centrul satului, în cimitir | 1816-1820                                                        |                       | Raportează eroare |
| VS-II-m-B-06866                       | Biserica de lemn „Sf. Voievozi”                                                             | sat Pogana; comuna Pogana                | 1, În centrul satului, în cimitir | 1811 - 1812                                                      | Încarcă foto \| video | Raportează eroare |
| VS-II-m-B-06867                       | Biserica „Sf. Gheorghe”                                                                     | sat Popeni; comuna Zorleni               | 384, În partea de SE a satului, în cimitir | cca. 1811                                                        | Încarcă foto \| video | Raportează eroare |
| VS-II-m-B-06868                       | Biserica de lemn „Tăierea Capului Sf. Ioan Botezătorul”                                     | sat Popești; comuna Miclești             | 125, În partea de NE a satului, cca. 500 m, în cimitir | sec. XIX                                                         | Alte imagini          | Raportează eroare |
| VS-II-a-A-06870                       | Ansamblul conacului Roset - Balș                                                            | sat Pribești; comuna Codăești            | În partea de SE a satului | sec. XVII - XIX                                                  | Încarcă foto \| video | Raportează eroare |
| VS-II-m-A-06870.02                    | Conacul Roset - Balș                                                                        | sat Pribești; comuna Codăești            | 176, În partea de SE a satului | a. 1691                                                          | Încarcă foto \| video | Raportează eroare |
| VS-II-m-A-06870.01                    | Biserica „Nașterea Maicii Domnului”                                                         | sat Pribești; comuna Codăești            | 323, la S de conac | cca. 1834                                                        | Încarcă foto \| video | Raportează eroare |
| VS-II-m-B-06871                       | Biserica „Sf. Nicolae”                                                                      | sat Protopopești; comuna Tăcuta          | 50, În partea de NE a satului | 1804                                                             | Încarcă foto \| video | Raportează eroare |
| VS-II-m-B-06872                       | Biserica de lemn „Sf. Nicolae”                                                              | sat Puiești; comuna Puiești              | 586, cartier Puiești-sat, în partea de SV a satului, în cimitir | 1806                                                             | Încarcă foto \| video | Raportează eroare |
| VS-II-m-B-06873                       | Biserica „Nașterea Maicii Domnului” a Mănăstirii Rafaila                                    | sat Rafaila; comuna Rafaila              | 188, În partea de NE a satului | 1834                                                             | Încarcă foto \| video | Raportează eroare |
| VS-II-m-B-06874                       | Biserica de lemn „Sf. Voievozi”                                                             | sat Rafaila; comuna Rafaila              | 645, În centrul satului, în cimitir | 1838                                                             | Încarcă foto \| video | Raportează eroare |
| VS-II-m-B-06875                       | Biserica de lemn „Sf. Gheorghe”                                                             | sat Răduiești; comuna Delești            | În partea de E a satului, în cimitir | 1818                                                             | Încarcă foto \| video | Raportează eroare |
| VS-II-m-B-06876                       | Biserica de lemn și vălătuci „Sf. Nicolae”                                                  | sat Schineni; oraș Murgeni               | 56, În centrul satului, în cimitir | 1805, transformări sec. XIX-XX                                   | Încarcă foto \| video | Raportează eroare |
| VS-II-a-B-06877                       | Ansamblul Conacului mareșalului Constantin Prezan                                           | sat Schinetea; comuna Dumești            | 46, În partea de NV a satului 46.86333°N 27.25561°E | sec. XIX - XX                                                    |                       | Raportează eroare |
| VS-II-m-B-06877.01                    | Corp vechi, Av. Livaditi                                                                    | sat Schinetea; comuna Dumești            | 46, În partea de NV a satului | a.1897                                                           | Încarcă foto \| video | Raportează eroare |
| VS-II-m-B-06877.02                    | Casa administratorului                                                                      | sat Schinetea; comuna Dumești            | 46, În partea de NV a satului | a.1897                                                           | Încarcă foto \| video | Raportează eroare |
| VS-II-m-B-06877.03                    | Corp nou, mareșal Constantin Prezan                                                         | sat Schinetea; comuna Dumești            | 46, În partea de NV a satului | 1939                                                             | Încarcă foto \| video | Raportează eroare |
| VS-II-m-B-06877.04                    | Beci                                                                                        | sat Schinetea; comuna Dumești            | 46, În partea de NV a satului | a.1897                                                           | Încarcă foto \| video | Raportează eroare |
| VS-II-m-B-06877.05                    | Parc cu arbori seculari                                                                     | sat Schinetea; comuna Dumești            | 46, În partea de NV a satului | sf. sec. XIX-înc. sec. XX                                        | Încarcă foto \| video | Raportează eroare |
| VS-II-m-B-06877.06                    | Fântână de piatră                                                                           | sat Schinetea; comuna Dumești            | 46, În partea de NV a satului | înc. sec. XX                                                     | Încarcă foto \| video | Raportează eroare |
| VS-II-m-B-06878                       | Biserica „Sf. Împărați Constantin și Elena”                                                 | sat Simila; comuna Zorleni               | 230, în centrul satului | 1827-1830                                                        | Încarcă foto \| video | Raportează eroare |
| VS-II-m-B-06879                       | Biserica de lemn și vălătuci „Schimbarea la Față”                                           | sat Similișoara; comuna Bogdana          | 7, În partea de NV a satului, în cimitir | 1841-1846                                                        | Încarcă foto \| video | Raportează eroare |
| VS-II-m-B-06880                       | Biserica de lemn „Cuvioasa Paraschiva”                                                      | sat Sofronești; comuna Todirești         | 85, în partea de SE a satului, în cimitir | 1783, refaceri 1957                                              | Încarcă foto \| video | Raportează eroare |
| VS-II-a-A-06881                       | Ansamblul Conacului Rosetti - Solescu                                                       | sat Solești; comuna Solești              | În partea de SE a satului 46.75972°N 27.78618°E | sec. XIX                                                         | Alte imagini          | Raportează eroare |
| VS-II-m-A-06881.01                    | Conac                                                                                       | sat Solești; comuna Solești              | În incinta ansamblului | cca. 1827                                                        | Încarcă foto \| video | Raportează eroare |
| VS-II-m-A-06881.02                    | Parc cu arbori seculari                                                                     | sat Solești; comuna Solești              | În incinta ansamblului | sec. XIX                                                         |                       | Raportează eroare |
| VS-II-m-A-06881.03                    | Zid de incintă                                                                              | sat Solești; comuna Solești              | În incinta ansamblului | sec. XIX                                                         |                       | Raportează eroare |
| VS-II-m-A-06881.04                    | Biserica „Adormirea Maicii Domnului”                                                        | sat Solești; comuna Solești              | La est de conac | 1859-1860                                                        |                       | Raportează eroare |
| VS-II-m-B-06882                       | Biserica de lemn „Sf. Nicolae”                                                              | sat Stâncășeni; comuna Voinești          | 42, în partea de V a satului, în cimitir | 1795, refăcută cca. 1829                                         | Încarcă foto \| video | Raportează eroare |
| VS-II-m-B-06883                       | Biserica de lemn „Cuvioasa Paraschiva”                                                      | sat Șișcani; comuna Hoceni               | În partea de N a satului, în cimitir | cca. 1760, refaceri sec. XIX - XX                                | Încarcă foto \| video | Raportează eroare |
| VS-II-m-A-06884                       | Biserica de lemn „Sf. Nicolae”                                                              | sat Știoborăni; comuna Solești           | 271, În centrul satului, în cimitir | 1726                                                             | Încarcă foto \| video | Raportează eroare |
| VS-II-m-B-06885                       | Biserica de lemn „Sf. Voievozi”                                                             | sat Tanacu; comuna Tanacu                | 119, în centrul satului, în cimitir | 1826                                                             | Alte imagini          | Raportează eroare |
| VS-II-m-B-06886                       | Biserica de lemn „Sf. Nicolae”                                                              | sat Tanacu; comuna Tanacu                | 866, cartier Burghelești, în partea de SE a satului, în cimitir | 1819                                                             | Încarcă foto \| video | Raportează eroare |
| VS-II-m-A-06887                       | Biserica „Adormirea Maicii Domnului”                                                        | sat Tatomirești; comuna Rebricea         | 96, în partea de NE a satului, în cimitir | 1792                                                             | Încarcă foto \| video | Raportează eroare |
| VS-II-a-B-06888                       | Ansamblul conacului Sturdza                                                                 | sat Tăcuta; comuna Tăcuta                | În partea de SE a satului | Sec. XIX                                                         | Încarcă foto \| video | Raportează eroare |
| VS-II-m-B-06888.02                    | Parc cu arbori seculari                                                                     | sat Tăcuta; comuna Tăcuta                | În partea de SE a satului | sec. XIX                                                         | Încarcă foto \| video | Raportează eroare |
| VS-II-m-B-06888.01                    | Biserica „Sf. Gheorghe”                                                                     | sat Tăcuta; comuna Tăcuta                | 74, La S de conac | 1839                                                             | Încarcă foto \| video | Raportează eroare |
| VS-II-m-B-06888.03                    | Conacul Sturdza                                                                             | sat Tăcuta; comuna Tăcuta                | 75, În partea de SE a satului | sec. XIX                                                         | Încarcă foto \| video | Raportează eroare |
| VS-II-m-B-06889                       | Biserica de lemn și vălătuci „Sf. Voievozi”                                                 | sat Telejna; comuna Zăpodeni             | 21, cartier Telejna Deal, la V de sat, cca. 2 km, în cimitir | 1816                                                             | Încarcă foto \| video | Raportează eroare |
| VS-II-m-B-06890                       | Biserica de lemn „Adormirea Maicii Domnului”                                                | sat Trohan; comuna Gârceni               | 123, În partea de V a satului, în cimitir | 1824, refaceri 1940                                              | Încarcă foto \| video | Raportează eroare |
| VS-II-m-B-06891                       | Biserica de lemn „Sf. Nicolae”                                                              | sat Țibăneștii Buhlii; comuna Băcești    | 131, În partea de SE a satului, în cimitir | 1837                                                             | Încarcă foto \| video | Raportează eroare |
| VS-II-m-B-06892                       | Biserica de lemn „Sf. Apostoli Petru și Pavel”                                              | sat Valea lui Bosie; comuna Tătărăni     | 25, În partea de E a satului, în cimitir | 1806-1807                                                        | Încarcă foto \| video | Raportează eroare |
| VS-II-m-B-06894                       | Biserica de lemn „Adormirea Maicii Domnului”                                                | sat Văleni; comuna Văleni                | În centrul satului, în cimitir | 1811-1815                                                        | Încarcă foto \| video | Raportează eroare |
| VS-II-m-B-06893                       | Biserica de lemn și vălătuci „Sf. Nicolae”                                                  | sat Văleni; comuna Pădureni              | 293, În partea de N a satului | 1850-1851, transformări sec. XX                                  | Încarcă foto \| video | Raportează eroare |
| VS-II-m-B-06895                       | Biserica de lemn și vălătuci „Sf. Voievozi”                                                 | sat Vetrișoaia; comuna Vetrișoaia        | 778, În partea de SE a satului, în cimitir | sec. XVIII - XIX, transformări sec. XX                           | Încarcă foto \| video | Raportează eroare |
| VS-II-m-B-06896                       | Biserica de lemn și vălătuci „Sf. Voievozi”                                                 | sat Vlădești; comuna Bogdănești          | 48, La NE de sat, cca. 300 m, în cimitir | sec. XIX, transformări sec. XX                                   | Încarcă foto \| video | Raportează eroare |
| VS-II-m-A-06897                       | Biserica de lemn „Cuvioasa Paraschiva”                                                      | sat Voinești; comuna Voinești            | 108, În centrul satului, în cimitir | cca. 1745                                                        | Încarcă foto \| video | Raportează eroare |
| VS-II-a-A-06898                       | Ansamblul bisericii de lemn „Sf. Nicolae”                                                   | sat Zăpodeni; comuna Zăpodeni            | Cartier Zăpodenii de Sus, în partea de NE, în cimitir | sec. XVIII-XIX                                                   | Alte imagini          | Raportează eroare |
| VS-II-m-A-06898.02                    | Turn clopotniță                                                                             | sat Zăpodeni; comuna Zăpodeni            | La V de biserică | sec. XIX, transformări sec. XX                                   | Încarcă foto \| video | Raportează eroare |
| VS-II-m-A-06898.01                    | Biserica de lemn „Sf. Nicolae”                                                              | sat Zăpodeni; comuna Zăpodeni            | 18, Cartier Zăpodenii de Sus, în partea de NE, în cimitir | 1770-1775                                                        | Încarcă foto \| video | Raportează eroare |
| VS-IV-m-B-06899                       | Cimitir evreiesc                                                                            | municipiul Vaslui                        | Str. Călugăreni 102 | sec. XVIII - XI X                                                | Încarcă foto \| video | Raportează eroare |
| VS-IV-a-B-06900                       | Cimitirul Eroilor vasluieni din Războiul de Independență și Primul Război Mondial           | municipiul Vaslui                        | Str. Eternității 42 | sec. XX                                                          |                       | Raportează eroare |
| VS-IV-m-B-06900.01                    | Mausoleul lui Peneș Curcanul                                                                | municipiul Vaslui                        | Str. Eternității 42 | 1934                                                             |                       | Raportează eroare |
| VS-IV-m-B-06901                       | Cimitirul familiei Ghica - Șubin                                                            | municipiul Vaslui                        | Str. Ștefan cel Mare 58, În curtea bisericii domnești „Sf. Ioan Botezatorul” | sec. XIX-XX                                                      |                       | Raportează eroare |
| VS-IV-m-B-06902                       | Statuia Eroului Necunoscut din Primul Război Mondial                                        | municipiul Vaslui                        | Str. Ștefan cel Mare 64, în fața Casei Armatei | 1925                                                             | Încarcă foto \| video | Raportează eroare |
| VS-IV-m-B-06903                       | Statuia ecvestră a domnitorului Ștefan cel Mare                                             | sat Băcăoani; comuna Muntenii de Jos     | Situat în partea de S a satului la cca. 300 m | 1975                                                             |                       | Raportează eroare |
| VS-IV-m-B-06904                       | Statuia Nicolae Roșca Codreanu                                                              | municipiul Bârlad                        | Bd. Epureanu 19, în fața Complexului de Servicii Comunitare | 1908                                                             |                       | Raportează eroare |
| VS-IV-m-B-06905                       | Bustul scriitorului Costache Negri                                                          | municipiul Bârlad                        | Str. Republicii 149, În incinta Bibliotecii Stroe Belloescu | 1973                                                             | Încarcă foto \| video | Raportează eroare |
| VS-IV-m-B-06906                       | Bustul scriitorului Victor Ion Popa                                                         | municipiul Bârlad                        | Str. Republicii 268, În parcul Teatrului | 1943                                                             | Încarcă foto \| video | Raportează eroare |
| VS-IV-m-B-06907                       | Bustul scriitorului Alexandru Vlahuță                                                       | municipiul Bârlad                        | Str. Republicii 281, în Grădina Publică | 1921                                                             | Încarcă foto \| video | Raportează eroare |
| VS-IV-m-A-06908                       | Statuia doctorului Constantin Codrescu                                                      | municipiul Bârlad                        | Str. Republicii 300, în incinta Spitalului de Adulți | 1903                                                             | Încarcă foto \| video | Raportează eroare |
| VS-IV-m-B-06909                       | Statuia eroului caporal Constantin Mușat                                                    | municipiul Bârlad                        | Str. Tecuciului 2, în curtea UM 1458 | 1927 Ion Dimitriu-Bârlad (artist)                                |                       | Raportează eroare |
| VS-IV-m-A-06910                       | Cimitir evreiesc                                                                            | municipiul Bârlad                        | Str. Tutovei 2 | sec. XVIII - XIX                                                 | Încarcă foto \| video | Raportează eroare |
| VS-IV-m-B-06911                       | Capela memorială pentru Eroii din Primul Război Mondial                                     | sat Buda; comuna Oșești                  | 450, Cartier Basarabia, în cimitirul Bisericii „Cuvioasa Paraschiva” | 1917                                                             | Încarcă foto \| video | Raportează eroare |
| VS-IV-m-B-06912                       | Bustul Domnitorului Alexandru Ioan Cuza                                                     | sat Grivița; comuna Grivița              | 632, În fața școlii și bisericii, în centrul satului | 1904                                                             |                       | Raportează eroare |
| VS-IV-m-B-06913                       | Monumentul funerar al profesorului filantrop Stroe Belloescu                                | sat Grivița; comuna Grivița              | 633, În centrul satului; în incinta ansamblului filantropic (școala, biserica și statuia domnitorului Al. Ioan Cuza)                                                                                            | 1912                                                             |                       | Raportează eroare |
| VS-IV-m-B-06914                       | Bustul generalului Gheorghe Teleman                                                         | municipiul Huși                          | Str. Kogălniceanu Mihail, în parcul Cuza Vodă | 1914                                                             |                       | Raportează eroare |
| VS-IV-m-B-06915                       | Grupul statuar „Slavă Eroilor din Primul Război Mondial”                                    | municipiul Huși                          | Str. Teleman General, În parcul Rodina | 1928                                                             |                       | Raportează eroare |
| VS-IV-m-B-06916                       | Bustul pictorului Ștefan Dimitrescu                                                         | municipiul Huși                          | Str. Teleman General 8, În incinta Muzeului municipal | sec. XX                                                          | Încarcă foto \| video | Raportează eroare |
| VS-IV-s-A-06917                       | Sit istoric „Movila lui Burcel”                                                             | sat Miclești; comuna Miclești            | Pe DN24, la 20 km N de Vaslui și la 300 m V de Mănăstirea „Ștefan cel Mare și Sfânt” | 1498                                                             | Alte imagini          | Raportează eroare |
| VS-IV-m-A-06918                       | Monumentul funerar al mareșalului Constantin Prezan și al soției sale Olga Prezan           | sat Schinetea; comuna Dumești            | În Parcul conacului, pe latura de V | 1943, refăcut 1993                                               | Încarcă foto \| video | Raportează eroare |
| VS-IV-m-A-06919.01                    | Mormântul comun al Elenei Cuza și al mamei sale Ecaterina Rosetti                           | sat Solești; comuna Solești              | În curtea bisericii „Adormirea Maicii Domnului” | 1869-1909                                                        |                       | Raportează eroare |
| VS-IV-m-A-06919.02                    | Mormântul Olgăi Rosetti-Solescu                                                             | sat Solești; comuna Solești              | În curtea bisericii „Adormirea Maicii Domnului” | 1924                                                             | Încarcă foto \| video | Raportează eroare |
| VS-IV-m-A-06919.03                    | Mormântul lui Gheorghe Rosetti                                                              | sat Solești; comuna Solești              | În curtea bisericii „Adormirea Maicii Domnului” | 1916                                                             |                       | Raportează eroare |